# Óptica

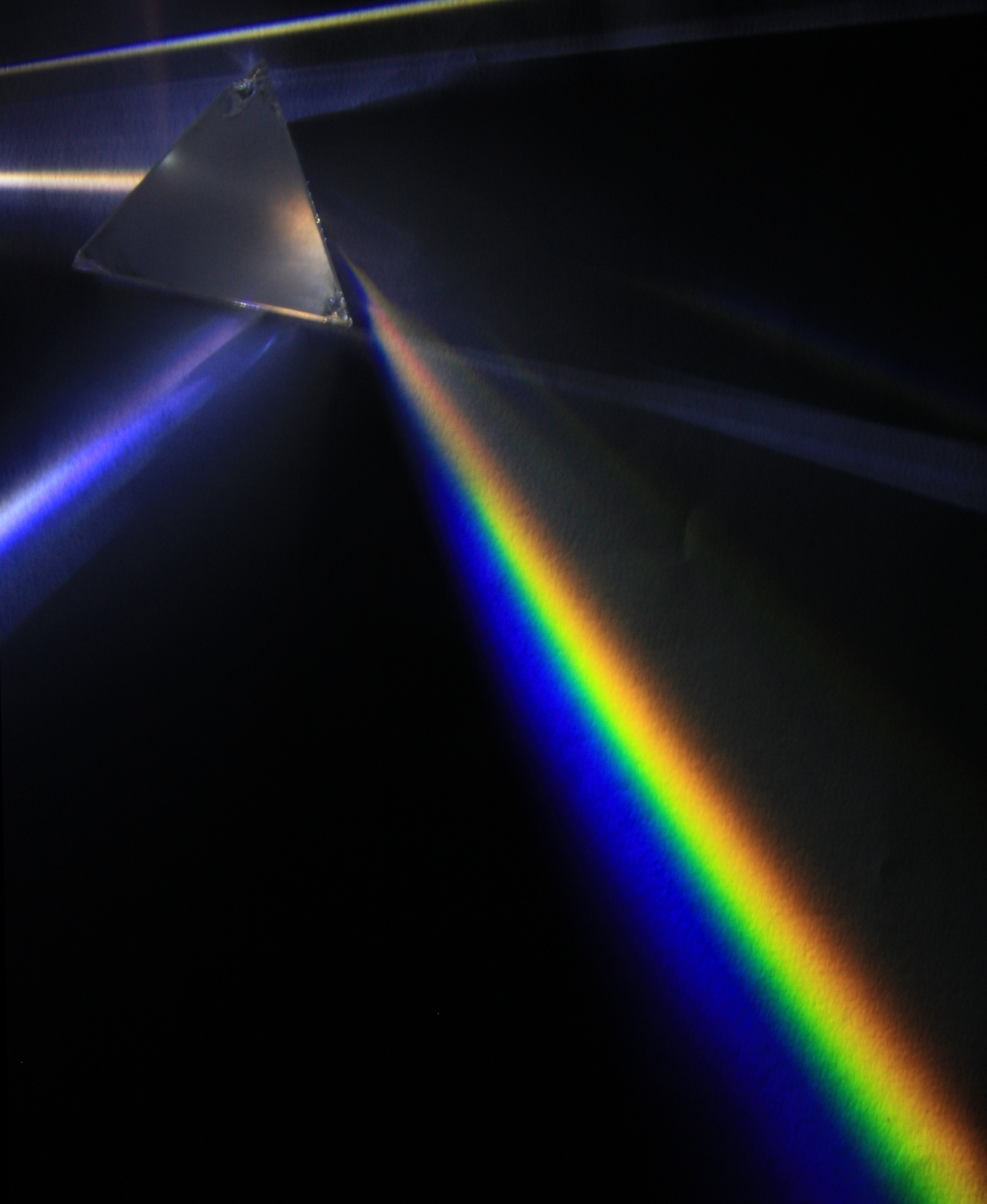
La óptica incluye el estudio de la dispersión de la luz

La óptica (del latín medieval opticus, «relativo a la visión», proveniente del griego clásico ὀπτικός, optikós) es la rama de la física que estudia el comportamiento y las propiedades de la luz, incluidas sus interacciones con la materia y la construcción de instrumentos que se sirven de ella o la detectan. La óptica generalmente describe el comportamiento de la luz visible, de la radiación ultravioleta y de la radiación infrarroja. Al ser una radiación electromagnética, otras formas de radiación del mismo tipo como los rayos X, las microondas y las ondas de radio muestran propiedades similares.
La mayoría de los fenómenos ópticos pueden explicarse utilizando la descripción electrodinámica clásica de la luz. Sin embargo, la óptica práctica generalmente utiliza modelos simplificados. El más común de estos, la óptica geométrica, trata la luz como un conjunto de rayos que viajan en línea recta y se desvían cuando atraviesan o se reflejan en las superficies. La óptica física es un modelo de la luz más completo, que incluye efectos ondulatorios como la difracción y la interferencia, que no se pueden abordar mediante la óptica geométrica. 
Algunos fenómenos dependen del hecho de que la luz muestra indistintamente propiedades como onda y partícula. La explicación de estos efectos requiere acudir a la mecánica cuántica. Al considerar las propiedades de la luz similares a las de las partículas, se puede modelar como un conjunto de fotones individuales. La óptica cuántica se ocupa de la aplicación de la mecánica cuántica a los sistemas ópticos.
La óptica como ciencia es un campo muy relevante, y es estudiada en muchas disciplinas con las que está íntimamente relacionada, como la astronomía, varios campos de la ingeniería, la fotografía y la medicina (particularmente la oftalmología y la optometría). Las aplicaciones prácticas de la óptica se encuentran en una gran variedad de tecnologías, incluidos espejos, lentes, telescopios, microscopios, equipos láser y sistemas de fibra óptica.

## Historia

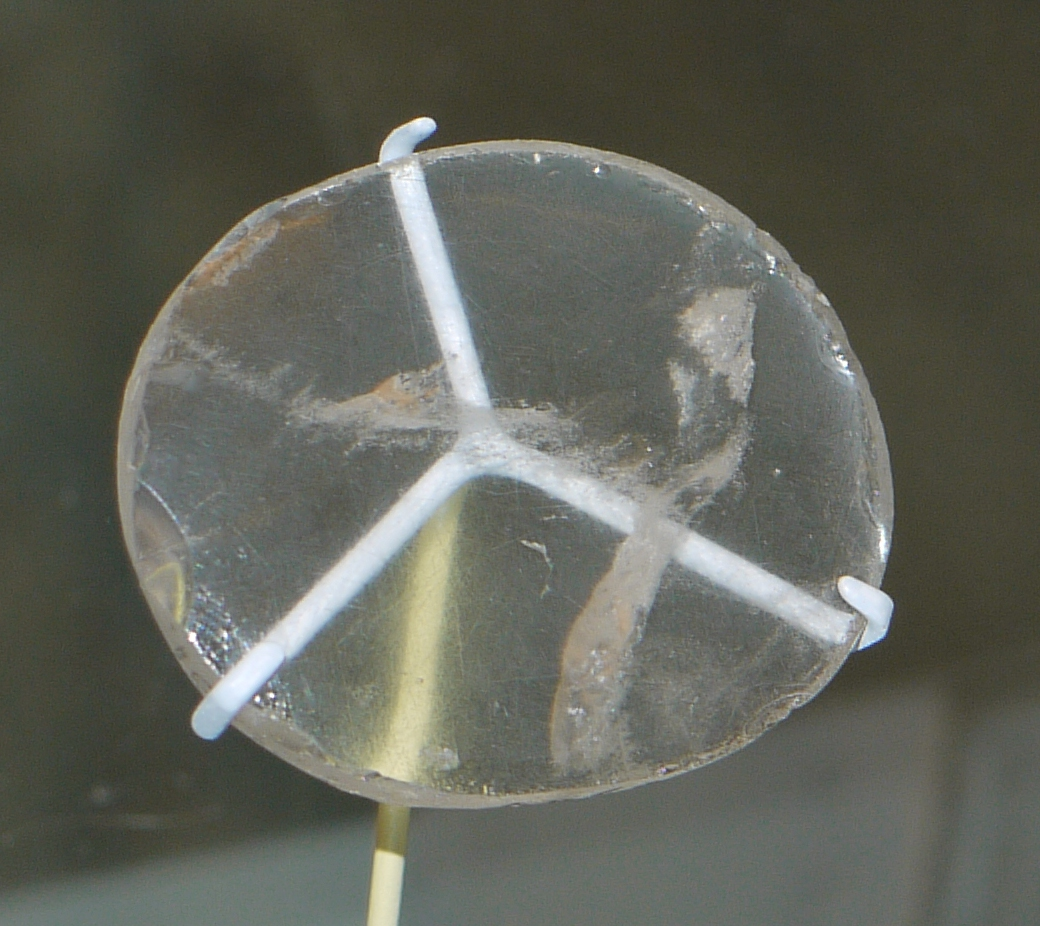
La lente de Nimrud, descubierta en ruinas del Imperio asirio

Las primeras aplicaciones de la óptica muy probablemente comenzaron con el desarrollo de lentes en el antiguo Egipto y en Mesopotamia. Las primeras lentes conocidas, hechas de cristal pulido, a menudo cuarzo, datan ya del año 700 a. C., como la lente de Nimrud, descubierta en Asiria. También se conocen esferas de cristal rellenas de agua utilizadas como lentes en la antigua Roma y en la antigua Grecia. La invención de estos objetos fue seguida por la aparición de teorías sobre la luz y la visión planteadas por los antiguos filósofos griegos y de la India, y por el desarrollo de la óptica geométrica en el mundo grecorromano. El vocablo óptica proviene de la palabra griega ὀπτική (optikē), que significa "aspecto, apariencia".
La filosofía griega sobre la óptica se dividió en dos ideas opuestas sobre cómo funcionaba la vista: la "teoría de la visión" y la "teoría de la emisión".
El primer enfoque consideraba que la visión provenía de los propios objetos. Según la teoría aristotélica de la visión, las sensaciones se realiza a través de un medio, por ejemplo el aire o el agua. Estos son transparentes, en cuanto posibilidad o potencia. La actualización de la transparencia es la luz; ésta es, por tanto, un estado de lo transparente como tal en vez de un movimiento, y su aparición es instantánea. Aristóteles creía que la luz era una especie de disturbio en el aire. Sin embargo, según Aristóteles, la luz no viaja o se mueve, sino es una presencia que inunda el espacio. Los atomistas como Demócrito, Epicuro y sus seguidores sostenían que los objetos que emitían imágenes de sí mismos (llamadas eidola) que eran captadas por el ojo.
Platón fue el primero que articuló la teoría de la emisión, la idea de que la visión se logra mediante rayos emitidos por los ojos. También habló sobre la inversión en los espejos (de la paridad entre un objeto y su imagen reflejada) en el Timeo. Unos cien años después, Euclides escribió un tratado titulado Óptica, donde vinculó la visión a la geometría, creando la óptica geométrica. En su trabajo sobre la teoría de la emisión de Platón describió las reglas matemáticas de la perspectiva y describió los efectos de la refracción cualitativamente, aunque cuestionó que un rayo de luz emitido desde un ojo iluminara instantáneamente las estrellas cada vez que alguien parpadeaba.
Claudio Ptolomeo, en su tratado Óptica, introdujo una teoría de la visión que combinaba las dos anteriores: los rayos (o el flujo emitido) del ojo formaban un cono, el vértice estaba dentro del ojo y la base definía el campo visual. Los rayos eran sensibles y transmitían información al intelecto del observador sobre la distancia y la orientación de las superficies. Resumió gran parte del trabajo de Euclides y describió una forma de medir los efectos de la ley de Snell, aunque no se dio cuenta de la relación empírica existente entre los ángulos.

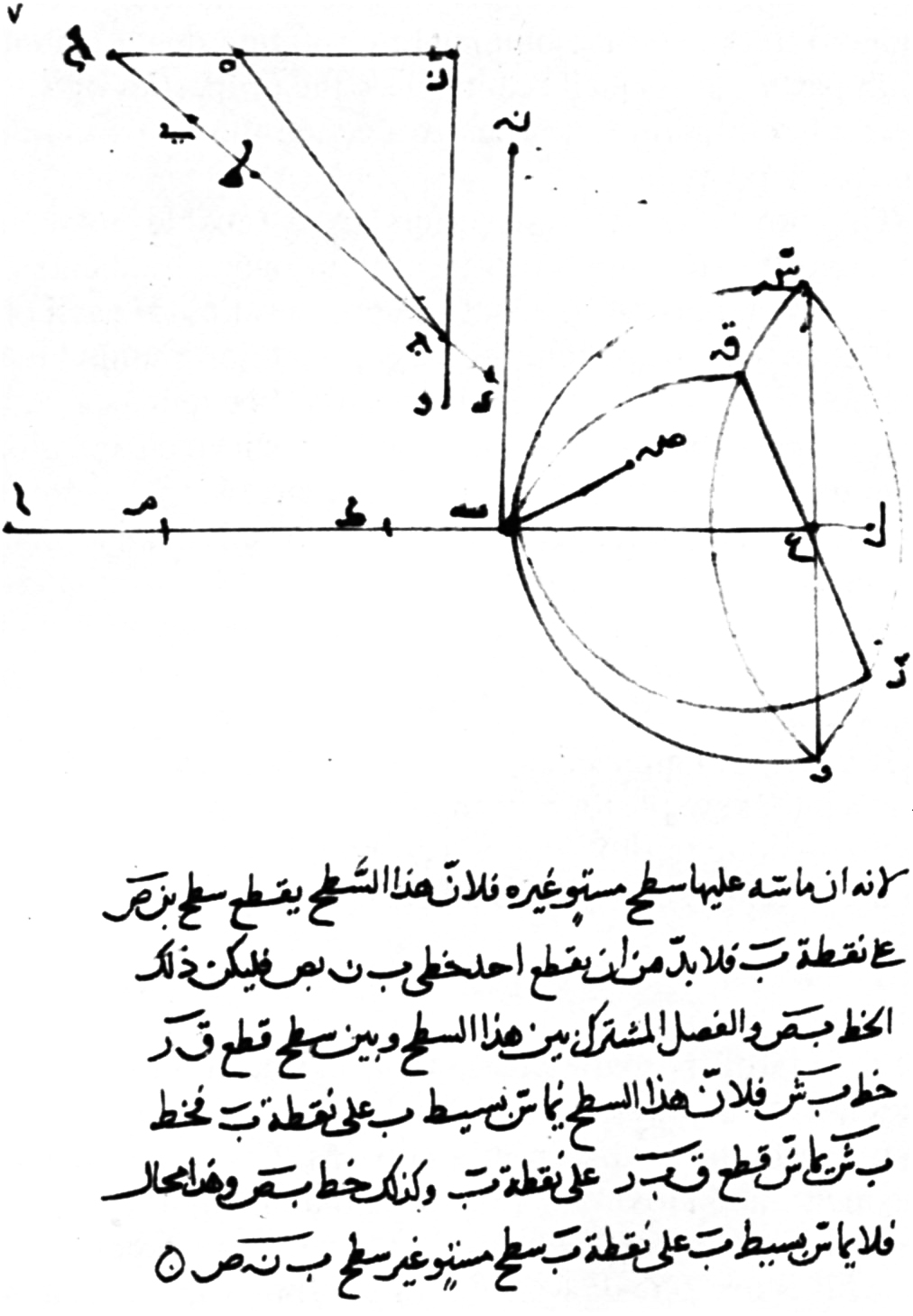
Reproducción de una página de un manuscrito de Ibn Sahl que demuestra su conocimiento de la ley de la refracción

Durante la Edad Media las ideas griegas sobre la óptica fueron resucitadas y ampliadas por varios escritores en el mundo islámico. Uno de los primeros fue Al-Kindi (c 801-73), que escribió sobre los méritos de las ideas aristotélicas y euclidianas de la óptica, favoreciendo la teoría de la emisión, ya que podía cuantificar mejor los fenómenos ópticos. En 984, el matemático iraní Ibn Sahl escribió el tratado "Sobre espejos y lentes incendiarios", describiendo correctamente una ley de refracción equivalente a la ley de Snell. Utilizó esta ley para calcular formas óptimas para lentes y espejos curvos. A principios del s. XI d. C., Alhacén, considerado uno de los padres de la óptica, escribió el Libro de óptica (Kitab al-manazir) en el que exploró la reflexión y la refracción y propuso un nuevo sistema para explicar la visión y la luz basado en la observación y la experimentación. Rechazó la "teoría de emisión" de la óptica ptolemaica con sus rayos emitidos por el ojo, y planteó la idea de que la luz se refleja en todas las direcciones en líneas rectas desde todos los puntos de los objetos vistos y luego entra en el ojo, aunque no fue capaz de explicar correctamente cómo el ojo captaba los rayos. El trabajo de Alhacén fue ignorado en gran medida en el mundo árabe, pero fue traducido anónimamente al latín alrededor del año 1200 y más tarde resumido y expandido por el monje polaco Witelo, convirtiéndose en un texto estándar sobre óptica en Europa durante los 400 años siguientes.
En la Europa medieval del siglo XIII, el obispo inglés Roberto Grosseteste escribió sobre una amplia gama de temas científicos y discutió la luz desde cuatro perspectivas diferentes: una epistemología de la luz, una metafísica o cosmogonía de la luz, una etiología o física de la luz y un teología de la luz, basándose en las obras de Aristóteles y el platonismo. El discípulo más famoso de Grosseteste, Roger Bacon, escribió obras que citan una amplia gama de trabajos ópticos y filosóficos por entonces traducidos, incluidos los de Alhacén, Aristóteles, Avicena, Averroes, Euclides, al-Kindi, Ptolomeo, Tideus y Constantino el Africano. Bacon pudo usar partes de esferas de vidrio como lupas para demostrar que la luz se refleja en los objetos en lugar de liberarse de ellos.
Los primeros anteojos prácticos fueron inventados en Italia alrededor de 1286. Este fue el comienzo de la industria óptica del pulido de lentes para estos oculares, primero en Venecia y Florencia en el siglo XIII, y más tarde en los centros de fabricación de gafas en los Países Bajos y Alemania. Los fabricantes de gafas crearon tipos mejorados de lentes para la corrección de la visión, basados más en el conocimiento empírico obtenido al observar los efectos de las lentes que en utilizar la rudimentaria teoría óptica de la época (teoría que ni siquiera podía explicar adecuadamente cómo funcionaban las gafas). La práctica del desarrollo, el dominio y la experimentación con lentes condujo directamente a la invención del microscopio óptico compuesto alrededor de 1595 y del telescopio refractor en 1608. Ambos aparecieron en los centros de fabricación de gafas en los Países Bajos.

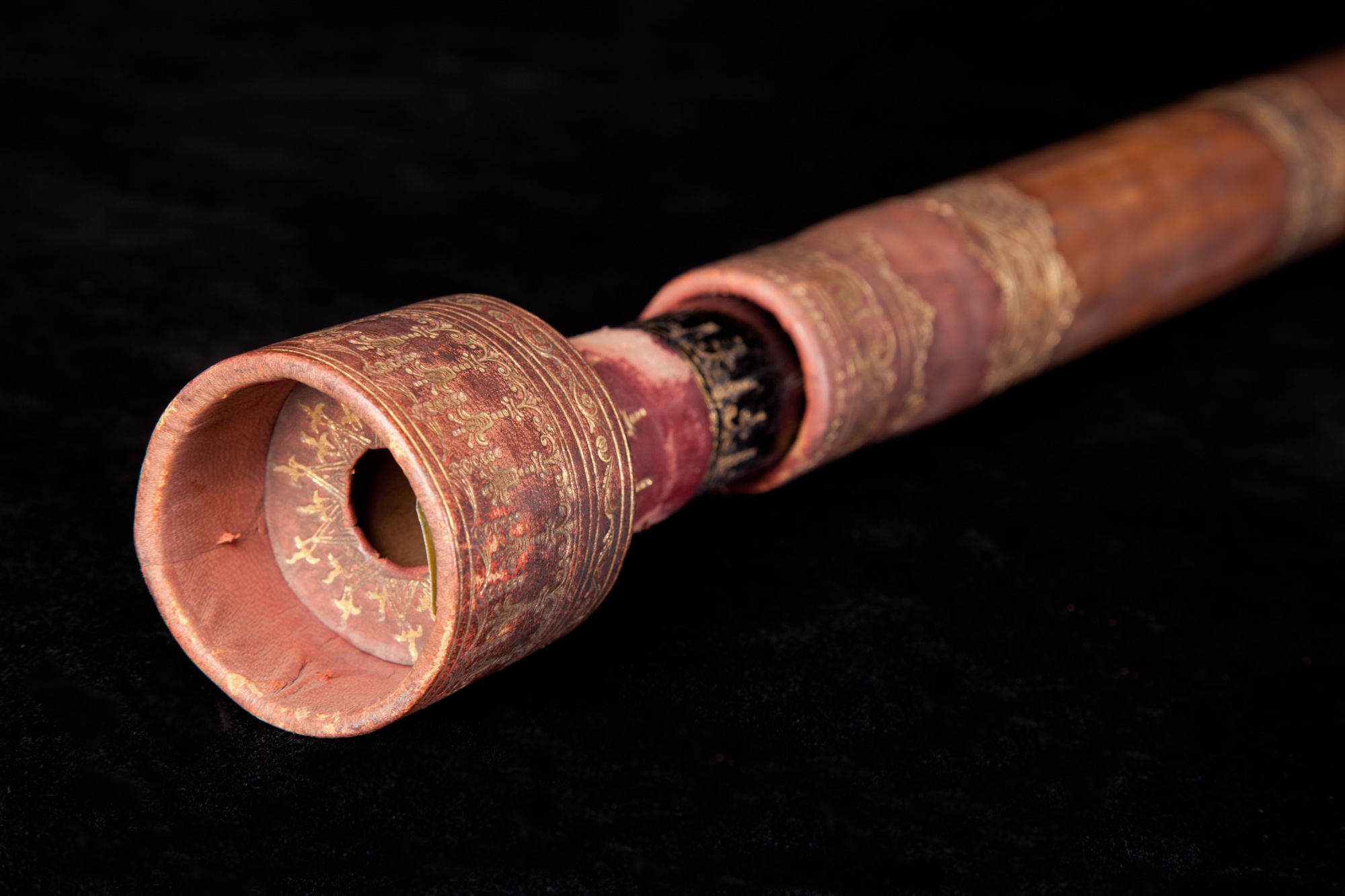
Ocular de un telescopio galileano (c. 1620)

Hacia el año 1600 Galileo Galilei dirigió su primitivo telescopio refractor hacia el firmamento, dando origen a la astronomía moderna, que podía servirse de instrumentos de aumento para ver los detalles de los cuerpos celestes. Siguiendo su estela, a principios del siglo XVII Johannes Kepler amplió la óptica geométrica en sus escritos, cubriendo las lentes, los reflejos de espejos planos y curvos, los principios de la cámara estenopeica, las leyes de los cuadrados inversos que rigen la intensidad de la luz y las explicaciones ópticas de fenómenos astronómicos como los eclipses lunares y solares y el paralaje astronómico. También fue capaz de deducir correctamente el papel de la retina como el órgano real que percibe las imágenes, y finalmente fue capaz de cuantificar científicamente los efectos de los diferentes tipos de lentes que los fabricantes de gafas habían estado observando durante los últimos 300 años. Después de que se inventara el telescopio, Kepler estableció las bases teóricas sobre cómo funcionaba y describió una versión mejorada, conocida como telescopio kepleriano, utilizando dos lentes convexas para producir una mayor ampliación.

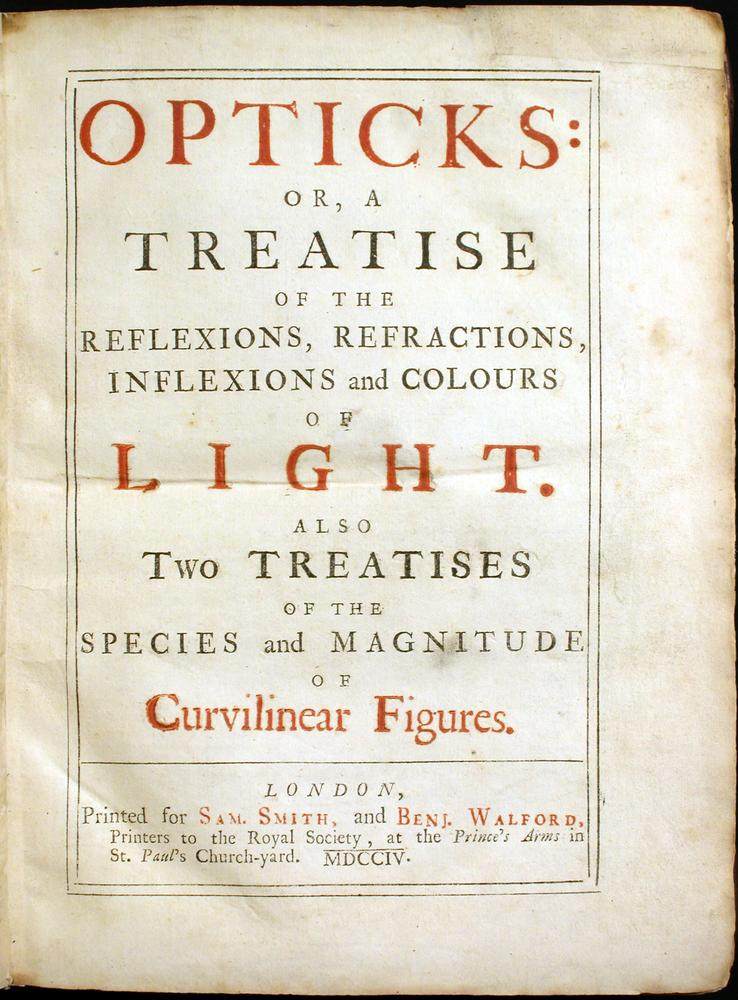
Portada de la primera edición del tratado Opticks, de Isaac Newton

La teoría óptica progresó a mediados del siglo XVII con los tratados escritos por el filósofo René Descartes, en los que explicaba una gran variedad de fenómenos ópticos, incluyendo la reflexión y la refracción al asumir que la luz era emitida por los objetos que la producían. Esta interpretación difería sustancialmente de la antigua teoría de emisión griega. A finales de la década de 1660 y principios de la de 1670, Isaac Newton expandió las ideas de Descartes en una teoría corpuscular de la luz, y determinó que la luz blanca era una mezcla de colores que se puede separar en sus partes componentes con un prisma. En 1690, Christiaan Huygens propuso una explicación ondulatoria para la luz, basándose en las sugerencias que había hecho Robert Hooke en 1664. El propio Hooke criticó públicamente las teorías de la luz de Newton y la disputa entre los dos duró hasta la muerte de Hooke. En 1704, Newton publicó Opticks y, en ese momento, en parte debido a su éxito en otras áreas de la física, generalmente se le consideraba el vencedor en el debate sobre la naturaleza de la luz.

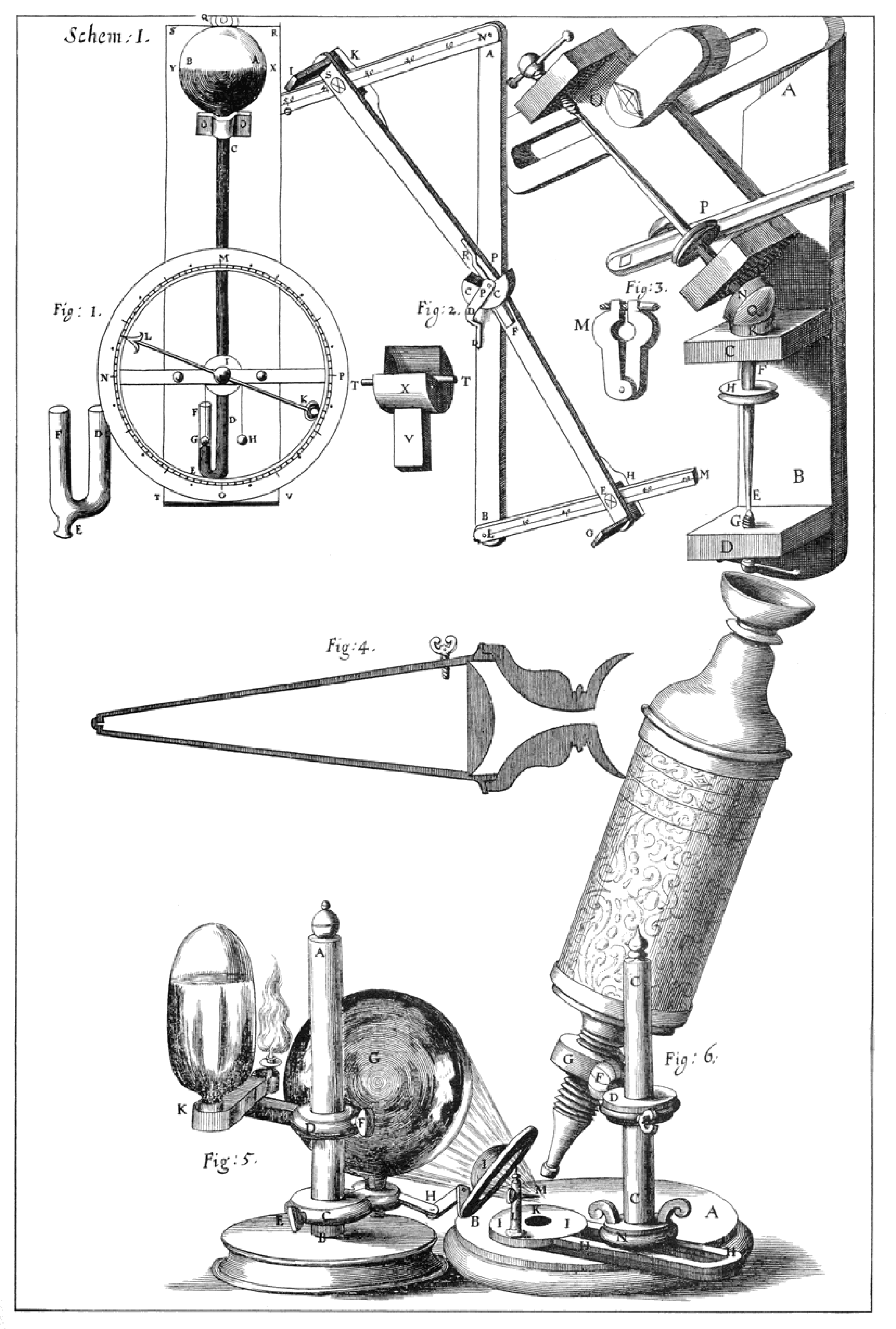
Miroscopio de Robert Hooke, grabado de su obra Micrographia

Entretanto, los instrumentos ópticos empezaron a experimentar considerables mejoras técnicas, que permitieron a la ciencia adentrarse en campos hasta entonces inaccesibles, desde lo extremadamente pequeño (representado por el descubrimiento de los microbios) hasta lo inconcebiblemente grande (con un conocimiento cada vez mayor del sistema solar). El microscopio, considerablemente evolucionado desde el primitivo modelo de Anton van Leeuwenhoek (1650), permitió iniciar el estudio de las células gracias a los trabajos pioneros de Robert Hooke, recogidos en su tratado Micrographia. Por otro lado, los telescopios refractores habían alcanzado su límite teórico de resolución, limitado por la aberración cromática, lo que en parte contribuyó al nacimiento de un nuevo tipo de instrumento: el telescopio reflector. Fue Isaac Newton quien construyó el primero de estos instrumentos en 1668. Este fue el inicio de una enconada carrera, que duró dos siglos y medio, entre los dos tipos de telescopios: refractores (lentes) y reflectores (espejos). La invención de las lentes acromáticas hacia 1750, permitió solucionar el problema de la aberración cromática, lo que dio inicialmente la primacía a los telescopios refractores sobre los primitivos telescopios reflectores, lastrados por la escasa luminancia y la poca durabilidad de los espejos de speculum, una aleación de bronce que se oxidaba con relativa facilidad. En esta época se sentaron las bases del desarrollo de los grandes refractores, que con Joseph von Fraunhofer adquirieron su madurez funcional a finales del siglo XVIII, convirtiéndose en la técnica dominante en el siglo XIX. También fue Fraunhofer quien sentaría las bases de una nueva ciencia que forma parte de la óptica: la espectroscopia. Los avances en la fabricación de lentes permitieron a su vez el desarrollo de los instrumentos utilizados en geodesia, permitiendo completar con una precisión hasta entonces impensable la medición del arco de meridiano de París en 1798, lo que permitiría establecer la unidad de longitud del sistema internacional: el metro.
La óptica newtoniana fue generalmente aceptada hasta principios del siglo XIX, cuando Thomas Young y Augustin Fresnel llevaron a cabo experimentos sobre la interferencia de la luz, que establecieron firmemente su naturaleza ondulatoria. El famoso experimento de la doble rendija de Young, con el que se hacía patente el fenómeno de la interferencia, demostró que la luz seguía el principio de la superposición de estratos, que es una propiedad ondulatoria no prevista por la teoría corpuscular de Newton. Este trabajo condujo a una teoría de la difracción de la luz y abrió un área completa de estudio en la óptica física. La óptica ondulatoria se unificó con éxito con el electromagnetismo gracias a James Clerk Maxwell en los años 1860.

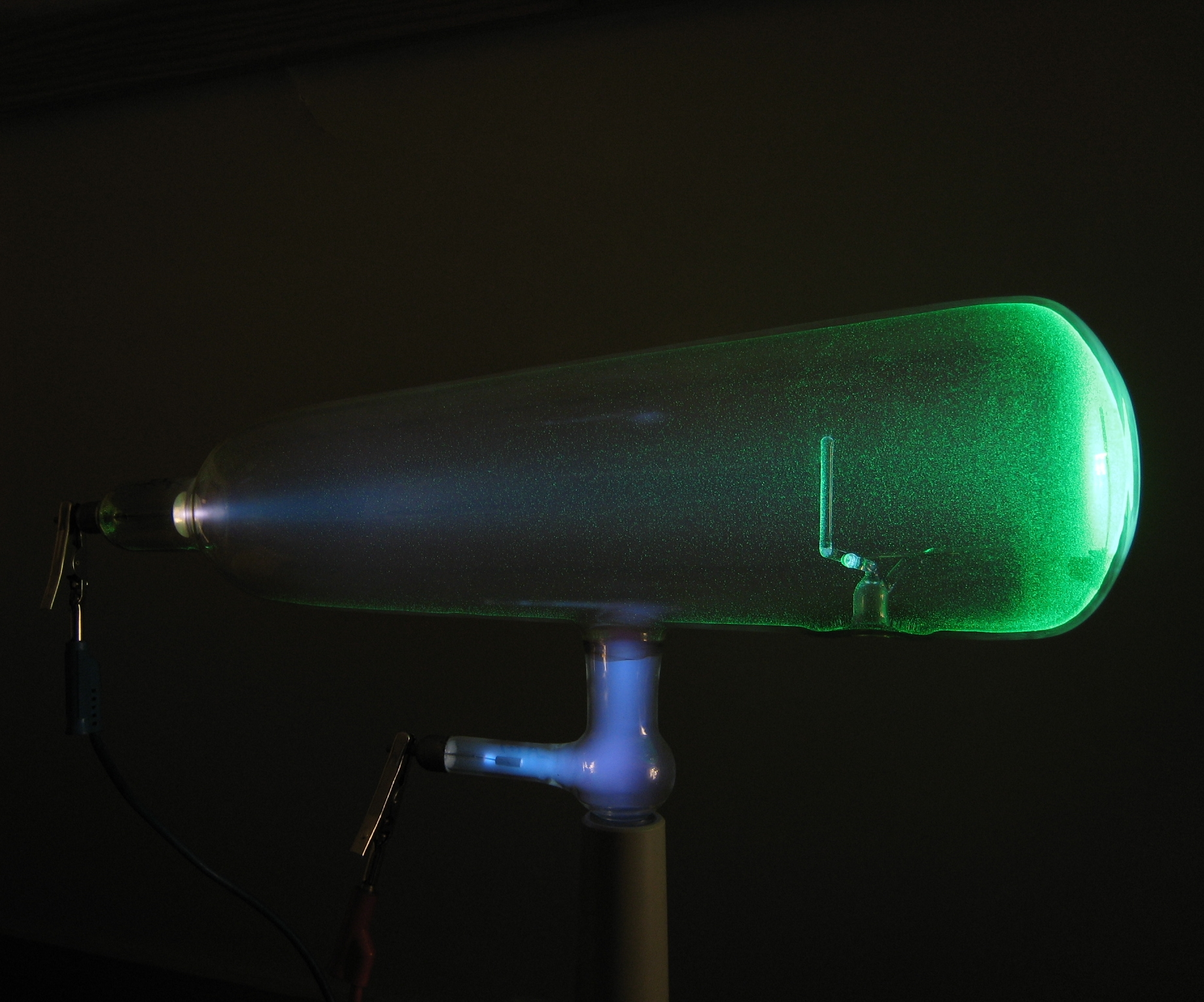
Tubo de Crookes

La segunda mitad del siglo XIX contempló una serie de descubrimientos que sentarían las bases del desarrollo de instrumentos ópticos a lo largo del siglo XX. En el campo de los telescopios, la posibilidad de depositar una película de aluminio sobre una base de vidrio, decantó de forma ya definitiva la carrera entre los dos tipos de telescopios, decidiéndose a favor de los de espejos, que han seguido aumentando de tamaño sin cesar desde entonces. Así mismo, se descubrió la base de la fotografía con los trabajos de Niépce, que a su vez propiciaría la aparición del cine unas décadas después. Otro invento de finales del siglo XIX, el tubo de rayos catódicos, permitiría desarrollar unos años después las pantallas de televisión. En este período también vio la luz otro tipo de instrumento científico, el interferómetro, que sirvió para dar un inesperado soporte a la teoría de la relatividad y que con el paso del tiempo ha pasado a formar parte de equipos de medición de altísima precisión, como el LIGO, que ha permitido confirmar la existencia de ondas gravitatorias a comienzos del siglo XXI. 
La aparente confirmación de la naturaleza ondulatoria de la luz debido a su carácter de radiación electromagnética, llevó a un callejón sin salida, generando un intenso debate a lo largo de medio siglo acerca de la existencia del éter, un medio hipotético que se consideraba imprescindible para posibilitar la propagación de las ondas de luz. Se realizaron sin éxito numerosos experimentos para demostrar su existencia (como el famoso experimento de Michelson y Morley de 1887), y no sería hasta 1905 cuando Albert Einstein, con su Teoría de la relatividad especial, estableció el papel clave de la velocidad de la luz como una de las constantes fundamentales de la naturaleza, resolviendo de una vez por todas la cuestión del éter, descartando definitivamente su existencia.
El siguiente desarrollo en la teoría óptica llegó en 1899, cuando Max Planck modeló correctamente la radiación del cuerpo negro, al asumir que el intercambio de energía entre la luz y la materia solo ocurría en cantidades discretas que denominó cuantos. En 1905 Albert Einstein publicó la teoría del efecto fotoeléctrico que estableció firmemente la cuantificación de la luz en sí misma. En 1913 Niels Bohr demostró que los átomos solo podían emitir cantidades discretas de energía, lo que explica las líneas discretas observadas en los espectros de emisión y de absorción. La comprensión de la interacción entre la luz y la materia que siguió a estos desarrollos no solo formó la base de la óptica cuántica, sino que también fue crucial para el desarrollo de la mecánica cuántica en su conjunto. La última culminación, la teoría electrodinámica cuántica, explica todos los procesos ópticos y electromagnéticos en general como resultado del intercambio de partículas reales y de fotones virtuales.

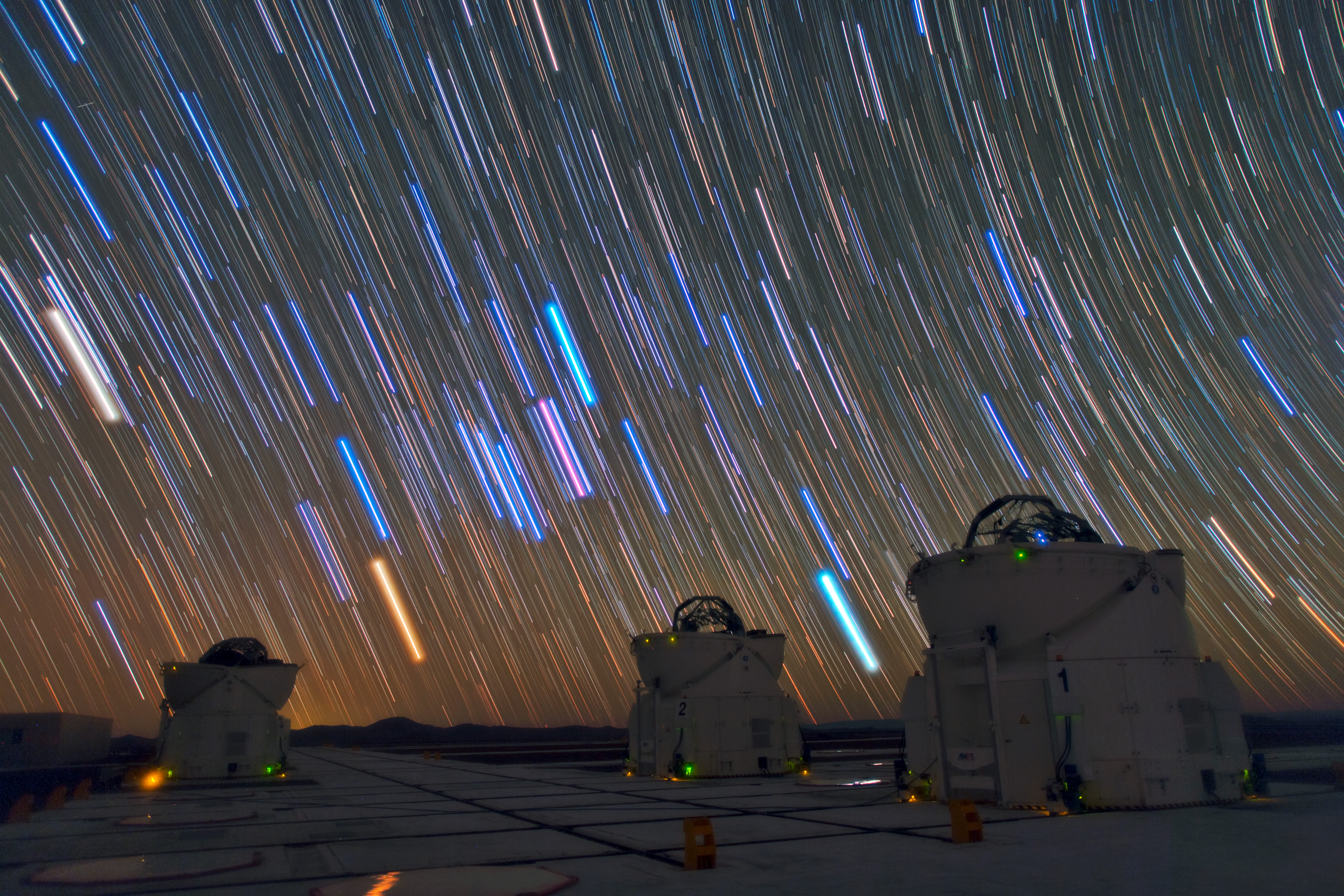
Conjunto interferométrico de telescopios en Paranal

La óptica cuántica adquirió importancia práctica con las invenciones del máser en 1953 y del láser en 1960. Siguiendo el trabajo de Paul Dirac en la teoría cuántica de campos, George Sudarshan, Roy Jay Glauber y Leonard Mandel aplicaron la teoría cuántica al campo electromagnético en los años 1950 y 1960 para obtener una comprensión más detallada de la fotodetección y del comportamiento estadístico de la luz.
Otro hito importante en el campo de la aplicación práctica de dispositivos ópticos son los LED, cuyo principio de funcionamiento (la electroluminiscencia) fue descubierto en 1903. Se empezaron a producir industrialmente en la década de 1950, hasta hacerse omnipresentes en las pantallas de todo tipo de aparatos de consumo de masas, como teléfonos móviles o televisores.

## Óptica clásica
La óptica clásica se divide en dos ramas principales: la óptica geométrica (o de rayos) y la óptica física (u ondulatoria). En la óptica geométrica, se considera que la luz viaja en línea recta, mientras que en la óptica física, la luz se considera como una onda electromagnética.

### Óptica geométrica
La óptica geométrica se puede ver como una aproximación a la óptica física que se aplica cuando la longitud de onda de la luz utilizada es mucho menor que el tamaño de los elementos ópticos en el sistema que se está analizando. la óptica geométrica, u óptica de rayos, describe la propagación de la luz en términos de «rayos» que viajan en línea recta, y cuyos caminos se rigen por las leyes de la reflexión y la refracción en los cambios de fase entre diferentes medios. Estas leyes descubiertas empíricamente se han utilizado de forma generalizada en el diseño de componentes e instrumentos ópticos. 
Las leyes de reflexión y refracción pueden derivarse del principio de Fermat, que establece que «el camino recorrido entre dos puntos por un rayo de luz es el camino que se puede atravesar en el menor tiempo posible».

#### Aproximaciones
La óptica geométrica a menudo se simplifica haciendo una aproximación paraxial o «aproximación de ángulos pequeños». El comportamiento matemático se vuelve lineal, permitiendo que los componentes ópticos y los sistemas se describan mediante matrices simples. Esto lleva a las técnicas de la óptica gaussiana y del trazado de rayos paraxial, que se utilizan para determinar las propiedades básicas de los sistemas ópticos, como las imágenes y posiciones aproximadas de objetos y el correspondiente aumento óptico.

#### Reflexión
La reflexión se puede dividir en dos tipos: imagen especular y reflexión difusa. La reflexión especular describe el brillo de superficies como los espejos, que reflejan la luz de una manera simple y predecible. Esto permite la producción de imágenes reflejadas que pueden asociarse con una ubicación real (real) o extrapolada (virtual) en el espacio. La reflexión difusa describe materiales no brillantes, como papel o las rocas. Los reflejos de estas superficies solo se pueden describir estadísticamente, con la distribución exacta de la luz reflejada dependiendo de la estructura microscópica del material. Muchos reflectores difusos se describen o se pueden aproximar mediante la ley de Lambert, que describe superficies que tienen igual luminancia cuando se ven desde cualquier ángulo. Las superficies brillantes pueden dar una reflexión tanto especular como difusa.
En la reflexión especular, la dirección del rayo reflejado está determinada por el ángulo que forma el rayo incidente con el vector normal, una línea perpendicular a la superficie en el punto donde incide el rayo. Los rayos incidentes y reflejados y la normal se encuentran en un solo plano, y el ángulo entre el rayo reflejado y la superficie normal es el mismo que entre el rayo incidente y la normal. Este fenómeno físico se conoce como imagen especular.
Para espejos planos, la ley de la reflexión implica que las imágenes de los objetos están en posición vertical y a la misma distancia detrás del espejo que los objetos frente al espejo. El tamaño de la imagen es el mismo que el tamaño del objeto. La ley también implica que las imágenes especulares presentan una paridad invertida, que se percibe como una inversión izquierda-derecha. Las imágenes formadas a partir de la reflexión en dos (o cualquier cantidad par de) espejos no presentan paridad invertida. Un reflector de esquina es un retrorreflector que produce rayos reflejados que viajan en la misma dirección (y distinto sentido) desde la que vinieron los rayos incidentes.
Los espejos curvos pueden ser modelizados utilizando el trazado de rayos y usando la ley de reflexión en cada punto de la superficie. En los espejos parabólicos, los rayos paralelos al eje incidentes en el espejo producen rayos reflejados que convergen en un foco común. Otras superficies curvas también pueden enfocar la luz, pero con aberraciones debidas a la forma divergente que hace que el foco se disperse en el espacio. En particular, los espejos esféricos exhiben aberración esférica. Los espejos curvados pueden formar imágenes con una ampliación mayor o menor que uno, y la ampliación puede ser negativa, lo que indica que la imagen está invertida. Una imagen vertical formada por reflejo en un espejo siempre es virtual, mientras que una imagen invertida es real y puede proyectarse en una pantalla.

#### Refracción

Ilustración de la ley de Snell cuando n_{1} < n_{2}, como en el caso de la interfaz aire/agua

La refracción se produce cuando la luz viaja a través de un área del espacio que tiene un índice de refracción cambiante; este principio permite construir lentes capaces de enfocar la luz. El caso más simple de refracción ocurre cuando se tiene una interfaz entre un medio uniforme con índice de refracción {\displaystyle n_{1}} y otro medio con índice de refracción {\displaystyle n_{2}}. En tales situaciones, la ley de Snell describe la deflexión resultante del rayo de luz:
{\displaystyle n_{1}\sin \theta _{1}=n_{2}\sin \theta _{2}\ }
donde {\displaystyle \theta _{1}} y {\displaystyle \theta _{2}} son los ángulos entre la normal (a la interfaz) y los rayos incidentes y refractados, respectivamente.
El índice de refracción de un medio está relacionado con la velocidad v, de la luz en ese medio por
{\displaystyle n=c/v},
donde c es la velocidad de la luz.
La ley de Snell se puede utilizar para predecir la deflexión de los rayos de luz a medida que pasan a través de medios lineales, siempre que se conozcan los índices de refracción y la geometría de los medios. Por ejemplo, la propagación de la luz a través de un prisma da como resultado que el rayo de luz se desvíe dependiendo de la forma y orientación del prisma. En la mayoría de los materiales, el índice de refracción varía con la frecuencia de la luz. Teniendo esto en cuenta, la ley de Snell se puede utilizar para predecir cómo un prisma dispersará la luz en un espectro.
Algunos medios tienen un índice de refracción que varía gradualmente con la posición y, por lo tanto, los rayos de luz en el medio son curvos. Este efecto es responsable de los espejismos vistos en días calurosos: un cambio en el índice de refracción del aire en altura hace que los rayos de luz se curven, creando la apariencia de reflejos especulares en la distancia (como si estuvieran en la superficie de una extensión de agua). Los materiales ópticos con índice de refracción variable se denominan materiales de gradiente de índice de refracción (GRIN según su acrónimo en inglés). Dichos materiales se utilizan para hacer instrumentos de acuerdo con los principios de la óptica de gradiente de índice.
Para los rayos de luz que viajan desde un material con un alto índice de refracción a un material con un índice de refracción bajo, la ley de Snell predice que {\displaystyle \theta _{2}} desaparece cuando {\displaystyle \theta _{1}} es grande. En este caso, no ocurre transmisión; toda la luz se refleja. Este fenómeno se llama reflexión interna total y permite la tecnología de la fibra óptica. A medida que la luz viaja por una fibra óptica, se somete a una reflexión interna total que permite que prácticamente no se pierda luz en el cable.

##### Lentes

Diagrama de trazado de rayos de una lente convergente

Un dispositivo que produce rayos de luz convergentes o divergentes debido a la refracción se conoce como «lente». Las lentes se caracterizan por su distancia focal: una lente convergente tiene una distancia focal positiva, mientras que una lente divergente tiene una distancia focal negativa. Una distancia focal más pequeña indica que la lente tiene un efecto convergente o divergente más fuerte. La distancia focal de una lente simple en el aire viene dada por la configuración de la propia lente.
El trazado de rayos se puede usar para mostrar cómo se forman las imágenes con una lente. Para una lente delgada en el aire, la ubicación de la imagen viene dada por la simple ecuación:
{\displaystyle {\frac {1}{S_{1}}}+{\frac {1}{S_{2}}}={\frac {1}{f}}},
donde {\displaystyle S_{1}} es la distancia desde el objeto a la lente, {\displaystyle S_{2}} es la distancia desde la lente a la imagen, y {\displaystyle f} es la distancia focal de la lente. Con la convención de signos utilizada, las distancias entre el objeto y la imagen son positivas si el objeto y la imagen están en lados opuestos de la lente.

Las imágenes de letras negras en una lente convexa delgada de longitud focal f se muestran en rojo. Los rayos seleccionados se muestran para las letras "E", "I" y "K" en azul, verde y naranja, respectivamente. Téngase en cuenta que E (en 2f) tiene una imagen de igual tamaño, real e invertida; I (en f) tiene su imagen en el infinito; y K (en f/2) tiene una imagen doble, virtual y vertical.

Los rayos paralelos entrantes se enfocan mediante una lente convergente en un punto a una distancia focal de la lente, en el lado más alejado de la lente. Esto se llama punto focal trasero de la lente. Los rayos de un objeto a distancia finita se enfocan más lejos de la lente que la distancia focal; cuanto más cerca esté el objeto de la lente, más lejos estará la imagen de la lente.
Con lentes divergentes, los rayos paralelos entrantes divergen después de atravesar la lente, de tal manera que parecen haberse originado en un punto a una distancia focal enfrente de la lente. Este es el punto focal frontal de la lente. Los rayos de un objeto a una distancia finita se asocian con una imagen virtual que está más cerca de la lente que el punto focal, y en el mismo lado de la lente que el objeto. Cuanto más cerca esté el objeto de la lente, más cerca estará la imagen virtual de la lente. Al igual que con los espejos, las imágenes verticales producidas por una sola lente son virtuales, mientras que las imágenes invertidas son reales.
Las lentes sufren de aberraciones que distorsionan las imágenes. Las aberraciones monocromáticas ocurren porque la geometría de la lente no dirige los rayos desde cada punto del objeto a un solo punto en la imagen, mientras que la aberración cromática ocurre porque el índice de refracción de la lente varía con la longitud de onda de la luz.

### Óptica física
En óptica física u óptica ondulatoria, se considera que la luz se propaga como una onda. Este modelo predice fenómenos como la interferencia y la difracción, que no se explican por la óptica geométrica. Las ondas se propagan en la atmósfera terrestre casi a la misma velocidad de la luz en el vacío, aproximadamente a 3,0×108 m/s (exactamente 299.792.458 m/s en el vacío). La longitud de onda de las ondas de luz visible varía entre 400 y 700 nanómetros, pero el vocablo «luz» también se aplica con frecuencia a la radiación infrarroja (0,7-300 μm) y a la radiación ultravioleta (10−400 nm).
 
El modelo de onda se puede usar para hacer predicciones sobre cómo se comportará un sistema óptico sin requerir una explicación de sobre qué medio se están «agitando» las ondas. Hasta mediados del siglo XIX, la mayoría de los físicos creían en un medio «etéreo» en el que se propagaba la perturbación lumínica. La existencia de ondas electromagnéticas fue predicha en 1865 por las ecuaciones de Maxwell. Estas ondas se propagan a la velocidad de la luz y manifiestan campos eléctricos y magnéticos variables que son ortogonales entre sí, y también a la dirección de propagación de las ondas. Actualmente, las ondas de luz se tratan como ondas electromagnéticas, excepto cuando se deben considerar efectos de mecánica cuántica.

#### Modelado y diseño de sistemas ópticos utilizando óptica física
Muchas aproximaciones simplificadas están disponibles para analizar y diseñar sistemas ópticos. La mayoría usan una sola cantidad escalar para representar el campo eléctrico de la onda de luz, en lugar de usar un modelo vectorial con vectores eléctricos y magnéticos ortogonales.
El principio de Fresnel - Huygens es uno de esos modelos, deducido empíricamente por Fresnel en 1815, basándose en la hipótesis de Huygens de que cada punto en un frente de onda genera un frente de onda esférico secundario, que Fresnel combinaba con el principio de superposición de ondas. La fórmula de la difracción de Kirchhoff, que se deduce a partir de las ecuaciones de Maxwell, coloca la ecuación de Huygens-Fresnel sobre una base física más firme. Los ejemplos de la aplicación del principio de Huygens-Fresnel se pueden encontrar en las secciones de difracción y difracción de Fraunhofer.
Se requieren modelos más rigurosos, que impliquen el modelado de campos eléctricos y magnéticos de la onda de luz, cuando se trata de la interacción detallada de la luz con materiales en los que la interacción depende de sus propiedades eléctricas y magnéticas. Por ejemplo, el comportamiento de una onda de luz interactuando con una superficie de metal es bastante diferente de lo que sucede cuando interactúa con un material dieléctrico. También se debe usar un modelo vectorial para modelizar la luz polarizada.
Las técnicas de simulación numérica, como el método de los elementos finitos, el método de elementos de frontera y el método de transmisión lineal matricial, se pueden usar para modelar la propagación de la luz en sistemas que no se pueden resolver analíticamente. Dichos modelos son computacionalmente exigentes y normalmente solo se utilizan para resolver problemas de pequeña escala que requieren una precisión superior a la que se puede lograr con soluciones analíticas.
Todos los resultados de la óptica geométrica se pueden reproducir utilizando las técnicas de la óptica de Fourier, que aplican muchas de las mismas técnicas matemáticas y analíticas utilizadas en ingeniería acústica y procesamiento de señales.
El haz de propagación gaussiano es un modelo de óptica física paraxial simple para abordar la propagación de radiación coherente, como los rayos láser. Esta técnica explica parcialmente la difracción, permitiendo cálculos precisos de la velocidad a la que un rayo láser se expande con la distancia y el tamaño mínimo al que se puede enfocar el rayo. La propagación del haz gaussiano cierra la brecha entre la óptica geométrica y la física.

#### Superposición e interferencia
| Forma de onda combinada |                   |                           |
| Onda 1                  |                   |                           |
| Onda 2                  |                   |                           |
|                         | Dos ondas en fase | Dos ondas desfasadas 180° |

En ausencia de efectos no lineales, el principio de superposición puede usarse para predecir la configuración de las formas de onda que interactúan mediante la simple suma de las perturbaciones. Esta interacción de ondas para producir un patrón resultante generalmente se denomina «interferencia» y puede dar como resultado una gran variedad de resultados. Si dos ondas de la misma longitud de onda y frecuencia están en fase, las crestas y los valles de las ondas se alinean. Esto da como resultado una interferencia, con un aumento en la amplitud de la onda, que para la luz se asocia con un brillo de la forma de onda en esa ubicación. Alternativamente, si las dos ondas de la misma longitud de onda y frecuencia están desfasadas, las crestas de onda se alinearán con los valles de cada onda y viceversa. Esto da como resultado una interferencia con una disminución en la amplitud de la onda, que para la luz se asocia con un oscurecimiento de la forma de onda en esa ubicación. Véase a continuación una ilustración de este efecto.

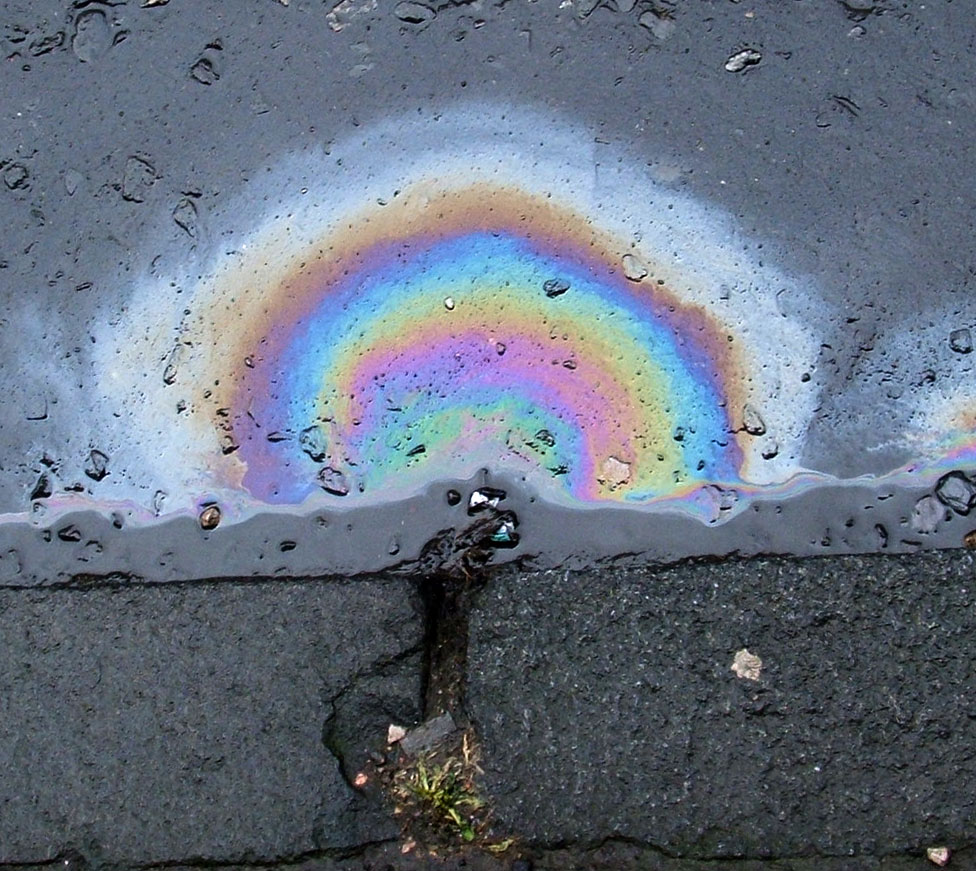
Película delgada de aceite derramada sobre un charco. Los patrones coloridos son debidos a la reflexión e interferencia de la luz entre los diferentes medios

Como el Principio de Fresnel - Huygens establece que cada punto de un frente de onda está asociado con la producción de una nueva perturbación, es posible que un frente de onda se interfiera de manera constructiva o destructiva en diferentes ubicaciones, produciendo franjas brillantes y oscuras en patrones regulares y predecibles. La interferometría es la ciencia que mide estos patrones, generalmente como un medio para hacer determinaciones precisas de distancias o resoluciones ópticas. El interferómetro de Michelson es un instrumento famoso que usaba efectos de interferencia para medir con precisión la velocidad de la luz.
La apariencia de películas finas y revestimientos se ve directamente afectada por los efectos de interferencia. La supresión de reflejos utiliza la interferencia destructiva para reducir la reflectividad de las superficies que recubren, y se pueden usar para minimizar el deslumbramiento y los reflejos no deseados. El caso más simple es una sola capa con un grosor de un cuarto de la longitud de onda de la luz incidente. La onda reflejada desde la parte superior de la película y la onda reflejada desde la interfaz película/material están exactamente desfasadas 180°, lo que causa interferencia destructiva. Las ondas solo están exactamente desfasadas para una longitud de onda determinada, que normalmente se elige para estar cerca del centro del espectro visible, alrededor de 550 nm. Los diseños más complejos que utilizan capas múltiples pueden lograr una baja reflectividad en una banda ancha o una reflectividad extremadamente baja en una sola longitud de onda.
La interferencia constructiva en películas delgadas puede crear un fuerte reflejo de la luz en un rango de longitudes de onda, que puede ser estrecho o amplio dependiendo del diseño del recubrimiento. Estas películas se usan para hacer espejos dieléctricos, filtros de interferencia, reflectores de calor y filtros para separación de colores en cámaras de televisión en color. Este efecto de interferencia también es lo que causa los coloridos patrones del arco iris que se ven en las manchas de petróleo y en las pompas de jabón.

#### Difracción y resolución óptica

Difracción en dos ranuras separadas por la distancia. Las franjas brillantes se producen a lo largo de las alineaciones donde las líneas negras se cruzan con líneas negras y las líneas blancas se cruzan con líneas blancas. Estas franjas están separadas por el ángulo y están numeradas con el índice

La difracción es el proceso por el que la interferencia de la luz se observa más comúnmente. El efecto fue descrito por primera vez en 1665 por Francesco Maria Grimaldi, quien también acuñó el término del latín diffringere, para «romperse en trozos». Posteriormente en ese mismo siglo, Robert Hooke e Isaac Newton también describieron fenómenos que ahora se conocen como difracción en anillos de Newton, mientras que James Gregory registró sus observaciones sobre los patrones de difracción de las plumas de ave.
El primer modelo de la difracción utilizando la óptica física se basó en el principio de Fresnel-Huygens, y fue desarrollado en 1803 por Thomas Young mediante su experimento de la doble rendija, analizando los patrones de interferencia de dos ranuras estrechamente espaciadas. Demostró que sus resultados solo podían explicarse si las dos ranuras actuaban como dos únicas fuentes de ondas en lugar de corpúsculos. En 1815 y 1818, Augustin Fresnel estableció firmemente las matemáticas de cómo la interferencia de ondas puede explicar la difracción.
Los modelos físicos más simples de difracción usan ecuaciones que describen la separación angular de franjas claras y oscuras debido a la luz de una longitud de onda particular (λ). En general, la ecuación toma la forma
{\displaystyle m\lambda =d\sin \theta }
donde {\displaystyle d} es la separación entre dos fuentes de frente de onda (en el caso de los experimentos de Young, fueron dos ranuras), {\displaystyle \theta } es la separación angular entre la franja central y la franja de orden {\displaystyle m_{\text{ésimo}}}, donde el máximo central es {\displaystyle m=0}.
Esta ecuación se modifica ligeramente para tener en cuenta una variedad de situaciones tales como la difracción a través de un espacio único, la difracción a través de rendijas múltiples o la difracción a través de una red de difracción que contiene un gran número de rendijas a igual espaciado. Los modelos de difracción más complicados requieren trabajar con las matemáticas de Fresnel o de Fraunhofer.
La cristalografía de rayos X hace uso del hecho de que los átomos en un cristal tienen un espaciado regular a distancias que están en el orden de un ángstrom. Para ver los patrones de difracción, se hacen pasar rayos X con longitudes de onda similares a ese espaciado a través del cristal. Dado que los cristales son objetos tridimensionales en lugar de rejillas bidimensionales, el patrón de difracción asociado varía en dos direcciones según la ley de Bragg, y los puntos brillantes asociados se producen en patrones únicos y {\displaystyle d} es el doble del espaciado entre átomos.
Los efectos de la difracción limitan la sensibilidad de un detector óptico a la separación entre dos fuentes de luz, determinando su resolución óptica. En general, la luz que pasa por una apertura experimentará difracción, y las mejores imágenes que se pueden crear a través de esta apertura (como se describe en un sistema limitado por la difracción) aparecen como un punto central con anillos brillantes circundantes, separados por franjas oscuras; este patrón se conoce como disco de Airy. El tamaño de dicho disco viene dado por
{\displaystyle \sin \theta =1.22{\frac {\lambda }{D}}}
donde θ es la resolución angular, λ es la longitud de onda de la luz, y D es el diámetro de la apertura del objetivo. Si la separación angular de los dos puntos es significativamente menor que el radio angular del disco de Airy, entonces los dos puntos no se pueden resolver en la imagen, pero si su separación angular es mucho mayor que esta, se forman imágenes distintas de los dos puntos y por lo tanto, se pueden resolver. Rayleigh definió la «resolución óptica» de forma arbitraria como los dos puntos cuya separación angular es igual al radio del disco de Airy (medido al primer anillo nulo, es decir, al primer lugar donde no se ve luz) que pueden considerarse resueltos. Se puede ver que cuanto mayor es el diámetro de la lente o su apertura, más fina es la resolución. La interferometría astronómica, con su capacidad para emular aperturas de línea de base extremadamente grandes, permite la mayor resolución angular posible.
Para imágenes astronómicas, la atmósfera impide que se logre una resolución óptima en el espectro visible debido a la dispersión atmosférica que provoca el titilado de las estrellas. Los astrónomos se refieren a este efecto como la calidad de visualización. Las técnicas conocidas como óptica adaptativa se han utilizado para eliminar la alteración atmosférica de las imágenes y lograr resultados que se acercan al límite de difracción.

#### Dispersión

Animación conceptual de la dispersión de la luz a través de un prisma. Las frecuencias altas (azul) son más desviadas que las bajas (rojo).

Los procesos de refracción tienen lugar en el límite de la óptica física, donde la longitud de onda de la luz es similar a otras distancias, como en un fenómeno del tipo de la dispersión. El tipo más simple de dispersión es la dispersión de Thomson, que ocurre cuando las ondas electromagnéticas son desviadas por partículas individuales. En el límite de la dispersión de Thomson, en la que la naturaleza ondulatoria de la luz es evidente, la luz se dispersa independientemente de la frecuencia, en contraste con el efecto Compton, que depende de la frecuencia y es estrictamente un proceso de mecánica cuántica, que involucra la naturaleza de la luz como un haz de partículas. En un sentido estadístico, la dispersión elástica de la luz provocada por numerosas partículas mucho más pequeñas que la longitud de onda de la luz es un proceso conocido como dispersión de Rayleigh, mientras que el proceso similar para dispersar partículas similares o mayores que la longitud de onda se conoce como difusión de Mie siendo el efecto Tyndall un resultado comúnmente observado. Una pequeña proporción de la dispersión de la luz producida por átomos o moléculas puede sufrir efecto Raman, donde la frecuencia cambia debido a la excitación de los átomos y las moléculas. La dispersión de Brillouin se produce cuando la frecuencia de la luz varía debido a los cambios locales con el tiempo y los movimientos de un material denso.
La dispersión tiene lugar cuando diferentes frecuencias de luz tienen velocidades de fase diferentes, debido a las propiedades del material (dispersión del material) o a la geometría de una guía de onda óptica (dispersión de guía de onda). La forma más familiar de dispersión es una disminución en el índice de refracción con el aumento de la longitud de onda, que se observa en la mayoría de los materiales transparentes. Esto se llama «dispersión normal». Ocurre en todos los materiales dieléctricos, en rangos de longitud de onda donde el material no absorbe la luz. En los rangos de longitud de onda donde un medio tiene una absorción significativa, el índice de refracción puede aumentar con la longitud de onda. Este fenómeno se denomina «dispersión anómala».
La separación de colores por un prisma es un ejemplo de dispersión normal. En las superficies del prisma, la ley de Snell predice que la luz incidente en un ángulo θ a la normal se refracta en un ángulo igual al [arco seno (sin (θ)/n)]. Por lo tanto, la luz azul, con su índice de refracción más alto, se desvía con más fuerza que la luz roja, lo que da como resultado el conocido patrón del arcoíris.
La dispersión de un material a menudo se caracteriza por el número de Abbe, que proporciona una medida de la dispersión simple basada en el índice de refracción en tres longitudes de onda específicas. La dispersión de conducción de onda depende de la constante de propagación. Ambos tipos de dispersión provocan cambios en las características del grupo de la onda y en las características del paquete de onda, que cambian con la misma frecuencia que la amplitud de la propia onda electromagnética. La «dispersión de la velocidad de grupo» se manifiesta como una dispersión de la «envolvente» de la señal de la radiación y se puede cuantificar con un parámetro de retardo de la dispersión de grupo:
{\displaystyle D={\frac {1}{v_{g}^{2}}}{\frac {dv_{g}}{d\lambda }}}
donde {\displaystyle v_{g}} es la velocidad de grupo. Para un medio uniforme, la velocidad del grupo es
{\displaystyle v_{g}=c\left(n-\lambda {\frac {dn}{d\lambda }}\right)^{-1}}
donde n es el índice de refracción y c es la velocidad de la luz en el vacío. Esto proporciona una forma más simple para el parámetro de retardo de la dispersión:
{\displaystyle D=-{\frac {\lambda }{c}}\,{\frac {d^{2}n}{d\lambda ^{2}}}.}
Si D es menor que cero, se dice que el medio tiene dispersión positiva o dispersión normal. Si D es mayor que cero, el medio tiene dispersión negativa. Si un pulso de luz se propaga a través de un medio normalmente dispersivo, el resultado es que los componentes de frecuencia más alta se ralentizan más que los componentes de frecuencia más baja. Por lo tanto, el pulso se convierte en positivamente pulsante, aumentando su frecuencia con el tiempo. Esto hace que el espectro que sale de un prisma aparezca con la luz roja menos refractada y la luz azul/violeta más refractada. Por el contrario, si un pulso viaja a través de un medio dispersivo anómalo (negativo), los componentes de alta frecuencia viajan más rápido que los de baja frecuencia y el pulso se vuelve «negativamente pulsante», disminuyendo en frecuencia con el tiempo.
El resultado de la dispersión de la velocidad del grupo, ya sea negativa o positiva, es la dispersión temporal del pulso. Esto hace que la gestión de la dispersión sea extremadamente importante en los sistemas de comunicaciones ópticas basados en la fibra óptica, ya que si la dispersión es demasiado alta, un grupo de pulsos que codifican una información binaria se dispersarán en el tiempo y se fusionarán,lo que hará imposible extraer la señal.

#### Polarización
La polarización es una propiedad general de las ondas que describe la orientación de sus oscilaciones. Para ondas transversales, como muchas ondas electromagnéticas, describe la orientación de las oscilaciones en el plano perpendicular a la dirección de desplazamiento de la onda. Las oscilaciones pueden orientarse en una sola dirección (polarización lineal), o la dirección de oscilación puede rotar a medida que la onda se desplaza (circular o elíptica). Las ondas polarizadas circularmente pueden girar hacia la derecha o hacia la izquierda respecto a la dirección de desplazamiento, y cuál de esas dos rotaciones está presente en una onda se denomina quiralidad de la onda.
La forma típica de considerar la polarización es realizar un seguimiento de la orientación del vector del campo eléctrico a medida que la onda electromagnética se propaga. El vector de campo eléctrico de una onda plana se puede dividir arbitrariamente en dos componentes perpendiculares con las denominaciones x e y (con z indicando la dirección de propagación). La forma proyectada en el plano xy por el vector del campo eléctrico es una figura de Lissajous que describe el «estado de polarización». Las figuras anteriores muestran algunos ejemplos de la evolución del vector del campo eléctrico (azul), con el tiempo (el eje vertical), en un punto particular en el espacio, junto con sus componentes x e y (rojo/izquierda y verde/derecha), y la ruta trazada por el vector en el plano (violeta): la misma evolución ocurriría si se observa el campo eléctrico en la dirección opuesta a la propagación en un momento particular mientras el punto evoluciona en el espacio.
En la figura anterior, los componentes x e y de la onda de luz están en fase. En este caso, la relación de sus amplitudes es constante, por lo que la dirección del vector eléctrico (el vector suma de estos dos componentes) es constante. Como la punta del vector traza una sola línea en el plano, este caso especial se llama polarización lineal. La dirección de esta línea depende de las amplitudes relativas de los dos componentes.
En la figura central, las dos componentes ortogonales tienen las mismas amplitudes y están desfasadas 90°. En este caso, un componente es cero cuando el otro componente está en amplitud máxima o mínima. Hay dos posibles relaciones de fase que satisfacen este requisito: el componente x puede estar 90° por delante del componente y o puede estar 90° por detrás del componente y. En este caso especial, el vector eléctrico traza un círculo en el plano, por lo que esta polarización se denomina polarización circular. La dirección de rotación en el círculo depende de cuál de las dos relaciones de fase existe y corresponden a la «polarización circular dextrógira» y a la «polarización circular levógira».
En todos los demás casos, cuando los dos componentes no tienen las mismas amplitudes y/o su diferencia de fase no es cero ni múltiplo de 90°, la polarización se llama polarización elíptica porque el vector eléctrico traza una elipse en el plano (la elipse de polarización). Esto se muestra en la figura de arriba a la derecha. Las matemáticas detalladas de la polarización utilizan el cálculo de Jones y se caracterizan por los parámetros de Stokes.

##### Cambio de polarización
Los medios que tienen diferentes índices de refracción para diferentes modos de polarización se llaman birrefringentes. Manifestaciones bien conocidas de este efecto aparecen en láminas de onda/retardadores ópticos (modos lineales) y en el efecto Faraday/actividad óptica (modos circulares). Si la longitud de la ruta en el medio birrefringente es suficiente, las ondas de polarización plana saldrán del material con una dirección de propagación significativamente diferente, debido a la refracción. Por ejemplo, este es el caso de los cristales macroscópicos de calcita, que presentan al espectador dos imágenes desplazadas, ortogonalmente polarizadas, de lo que se ve a través de ellos. Fue este efecto el que proporcionó el primer descubrimiento de un fenómeno de polarización por Rasmus Bartholin en 1669. Además, el cambio de fase, y por lo tanto, el cambio en el estado de polarización, generalmente depende de la frecuencia, lo que, en combinación con el dicroísmo, a menudo da lugar a colores brillantes y efectos tipo arcoíris. En mineralogía, dichas propiedades, conocidas como pleocroísmo, se explotan con frecuencia con el fin de identificar minerales utilizando microscopios con luz polarizada. Además, muchos plásticos que normalmente no son birrefringentes llegan a serlo cuando están sujetos a tensión mecánica, un fenómeno que es la base de los métodos de fotoelasticidad. Para hacer rotar la polarización lineal de haces de luz, además del polarizador rotativo, existen prismáticos que usan la reflexión interna total en un conjunto de prismas diseñado para obtener una transmisión colineal eficiente.

Un polarizador cambiando la orientación de la luz polarizada linealmente.
En esta imagen, θ_{1} – θ_{0} = θ_{i}.

Los medios que reducen la amplitud de ciertos modos de polarización se llaman dicróicos, con dispositivos que bloquean casi toda la radiación en unos dispositivos conocidos como filtros polarizadores o simplemente polarizadores. La ley de Malus, que lleva el nombre de Étienne-Louis Malus, dice que cuando se coloca un polarizador perfecto en un haz de luz polarizado lineal, la intensidad, I, de la luz que lo atraviesa viene dada por
{\displaystyle I=I_{0}\cos ^{2}\theta _{i}\quad }
donde
 I0 es la intensidad inicial, y
 θi  es el ángulo entre la dirección de polarización inicial de la luz y el eje del polarizador.
Se puede pensar que un haz de luz no polarizada contiene una mezcla uniforme de polarizaciones lineales en todos los ángulos posibles. Dado que el valor promedio de {\displaystyle \cos ^{2}\theta } es 1/2, el coeficiente de transmisión se convierte en
{\displaystyle {\frac {I}{I_{0}}}={\frac {1}{2}}\quad }
En la práctica, se pierde algo de luz en el polarizador y la transmisión real de luz no polarizada será algo menor, alrededor del 38% para los polarizadores de tipo Polaroid pero considerablemente mayor (>49.9%) para algunos tipos de prismas birrefringentes.
Además de la birrefringencia y el dicroísmo en medios extensos, los efectos de la polarización también pueden ocurrir en la interfaz (reflectante) entre dos materiales de diferente índice de refracción. Estos efectos son tratados por las ecuaciones de Fresnel. Parte de la onda se transmite y parte se refleja, y la relación depende del ángulo de incidencia y del ángulo de refracción. De esta manera, la óptica física se relaciona con la física ondulatoria a través del parámetro denominado: ángulo de Brewster. Cuando la luz se refleja desde una película delgada en una superficie, la interferencia entre las reflexiones de las superficies de la película puede producir polarización en la luz reflejada y en la transmitida.

##### Luz natural

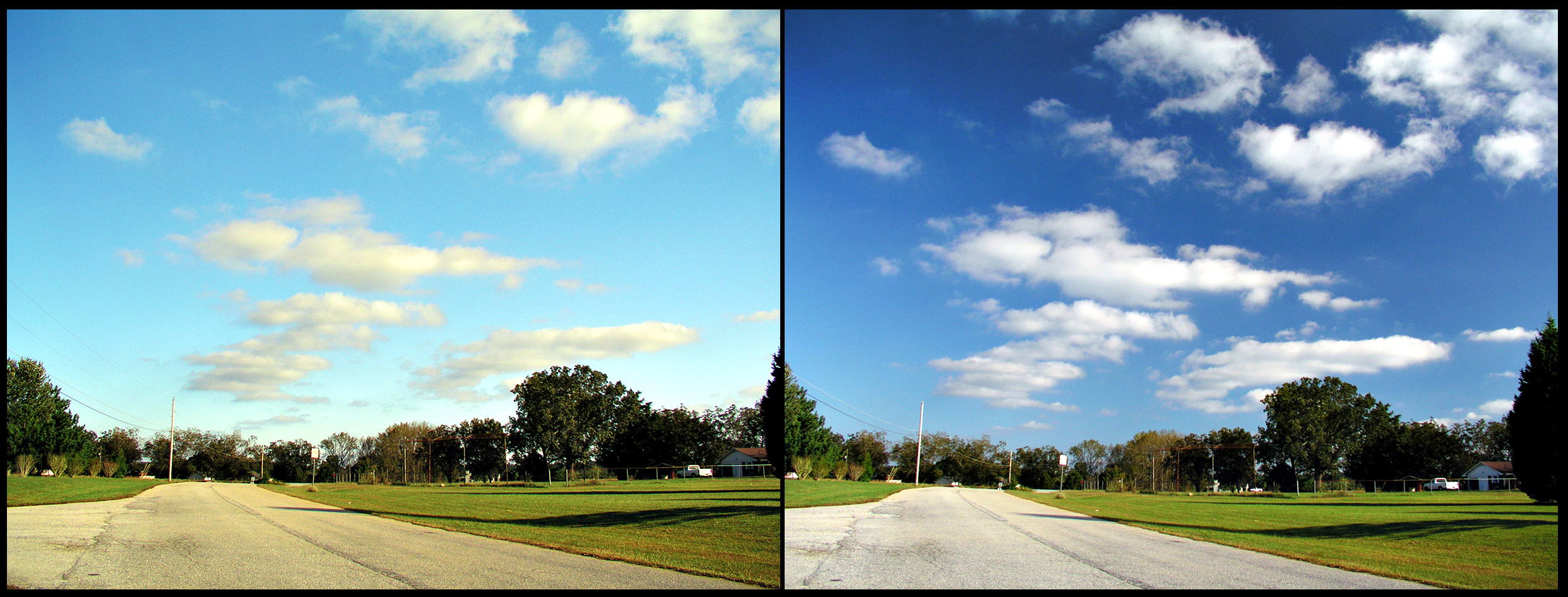
Efecto de un filtro polarizador en una fotografía del cielo. La imagen de la izquierda se ha tomado sin polarizador. En la imagen de la derecha, se ajustó el filtro para eliminar ciertas polarizaciones de la luz azul dispersa del cielo.

La mayoría de las fuentes de radiación electromagnética contienen una gran cantidad de átomos o moléculas que emiten luz. La orientación de los campos eléctricos producidos por estos emisores puede no estar correlacionada, en cuyo caso se dice que la luz está «no polarizada». Si hay una correlación parcial entre los emisores, la luz está «parcialmente polarizada». Si la polarización es constante en todo el espectro de la fuente, la luz parcialmente polarizada se puede describir como una superposición de un componente completamente no polarizado, y uno completamente polarizado. La luz puede describirse en términos de su grado de polarización y según los parámetros de la elipse de polarización.
Cuando es reflejada por materiales transparentes y brillantes, está parcial o totalmente polarizada, excepto si la luz es normal (perpendicular) a la superficie. Fue este efecto el que permitió al matemático Étienne-Louis Malus realizar las mediciones que permitieron desarrollar los primeros modelos matemáticos de la luz polarizada. La polarización se produce cuando la luz se dispersa en la atmósfera terrestre. La luz dispersa produce el brillo y el color del cielo despejado. Esta polarización parcial de la luz dispersada se puede aprovechar al usar filtros polarizadores para oscurecer el cielo en determinadas fotografías. La polarización óptica es principalmente importante en química, debido al dicroísmo circular y a la actividad óptica («birrefringencia circular») exhibida por moléculas quirales ópticamente activas.

## Óptica moderna
La óptica moderna abarca áreas de la ciencia óptica y de la ingeniería que se hicieron populares en el siglo XX. Estas áreas de la ciencia óptica se relacionan típicamente con las propiedades electromagnéticas o cuánticas de la luz, pero incluyen otros temas. Un importante subcampo de la óptica moderna, la óptica cuántica, trata específicamente de las propiedades de la luz según la mecánica cuántica. La óptica cuántica no es solo teórica; algunos dispositivos modernos, como los láseres, tienen principios de funcionamiento que describe la mecánica cuántica. Los detectores de luz, como fotomultiplicadores y canaltrones, responden a fotones individuales. Los sensores de imagen electrónicos, como los CCDs, exhiben un ruido de disparo correspondiente a las estadísticas de eventos de fotones individuales. Los LEDs y las células fotoeléctricas tampoco se pueden entender sin la mecánica cuántica. En el estudio de estos dispositivos, la electrónica cuántica a menudo se superpone con la óptica cuántica.
Las áreas de especialidad de investigación óptica incluyen el estudio de cómo la luz interactúa con materiales específicos como en la óptica de cristales y en metamateriales. Otra línea de investigación se centra en los fenómenos asociados a las ondas electromagnéticas como en las singularidades ópticas, la óptica sin imagen, la óptica no lineal, la óptica estadística y la radiometría. Además, la ingeniería en computación se ha interesado en la óptica integrada, las máquinas de visión y las computadoras ópticas como posibles componentes de la «próxima generación» de ordenadores.
En la actualidad, la ciencia pura de la óptica se llama ciencia óptica o física óptica para distinguirla de las ciencias ópticas aplicadas, que se conocen como ingeniería óptica. Los subcampos destacados de la ingeniería óptica incluyen la ingeniería de la iluminación, la fotónica y la optoelectrónica, con aplicaciones prácticas como el diseño óptico de lentes, la fabricación y prueba de componentes ópticos y el procesamiento digital de imágenes. Algunos de estos campos se superponen, con límites nebulosos entre los términos que describen las respectivas disciplinas, que significan cosas ligeramente diferentes en diferentes partes del mundo y en diferentes áreas de la industria. En las últimas décadas se ha desarrollado una comunidad profesional de investigadores en óptica no lineal, gracias a los avances en tecnología láser.

### Láser

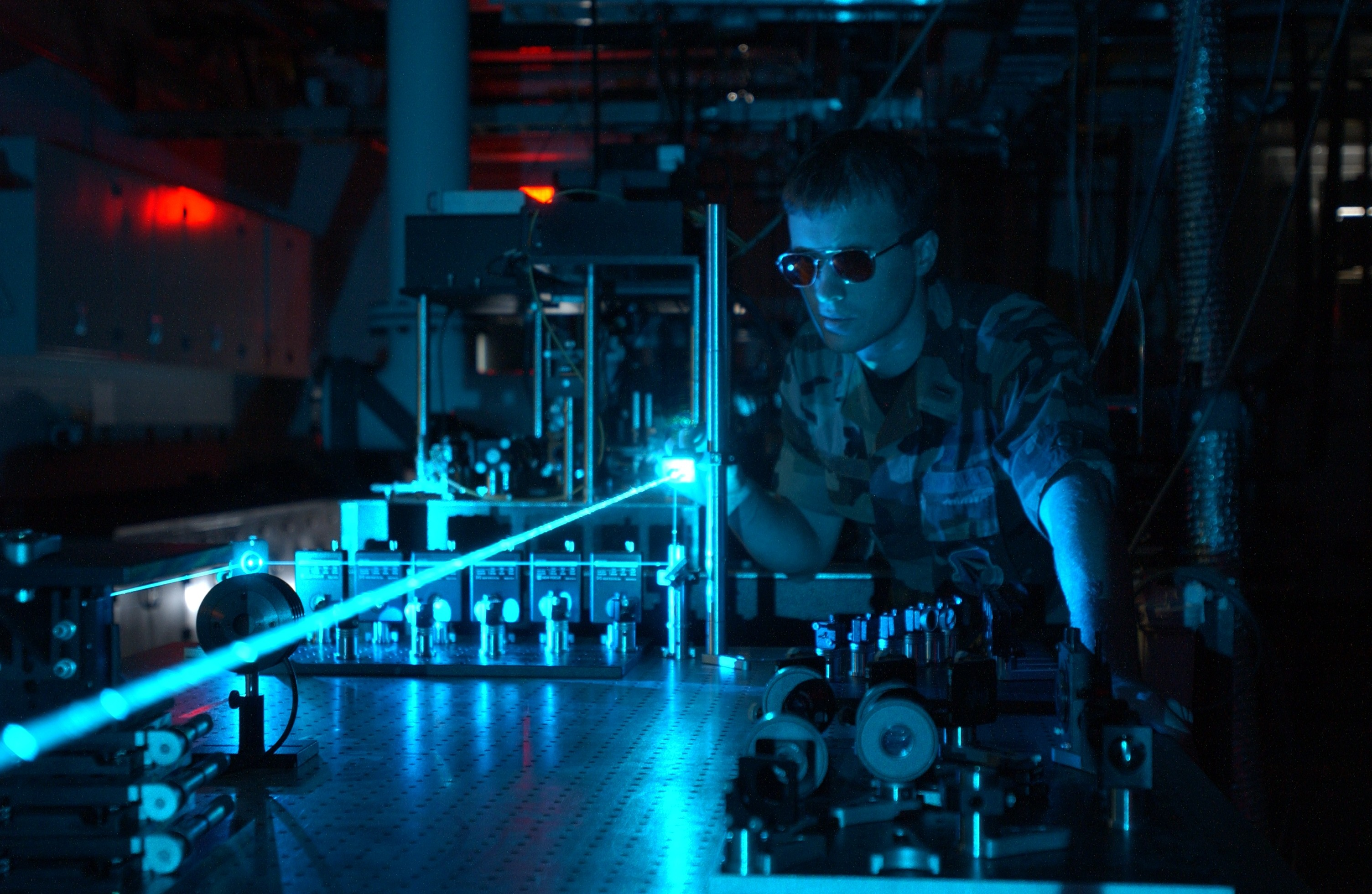
Experimentos con láseres de alta potencia son parte de la moderna investigación óptica.

Un láser es un dispositivo que emite luz (radiación electromagnética) a través de un proceso llamado: emisión estimulada. El término láser es un acrónimo de la expresión inglesa Light Amplification by Stimulated Emission of Radiation («Amplificación de luz por emisión estimulada de radiación»). La luz láser es generalmente coherente, lo que significa que se emite en un estrecho haz de baja divergencia o que puede convertirse en uno de estos haces con la ayuda de componentes ópticos como las lentes. Debido a que el equivalente en microondas del láser, el "máser", se desarrolló primero, los dispositivos que emiten frecuencias de microondas y de radio generalmente se llaman "másers".

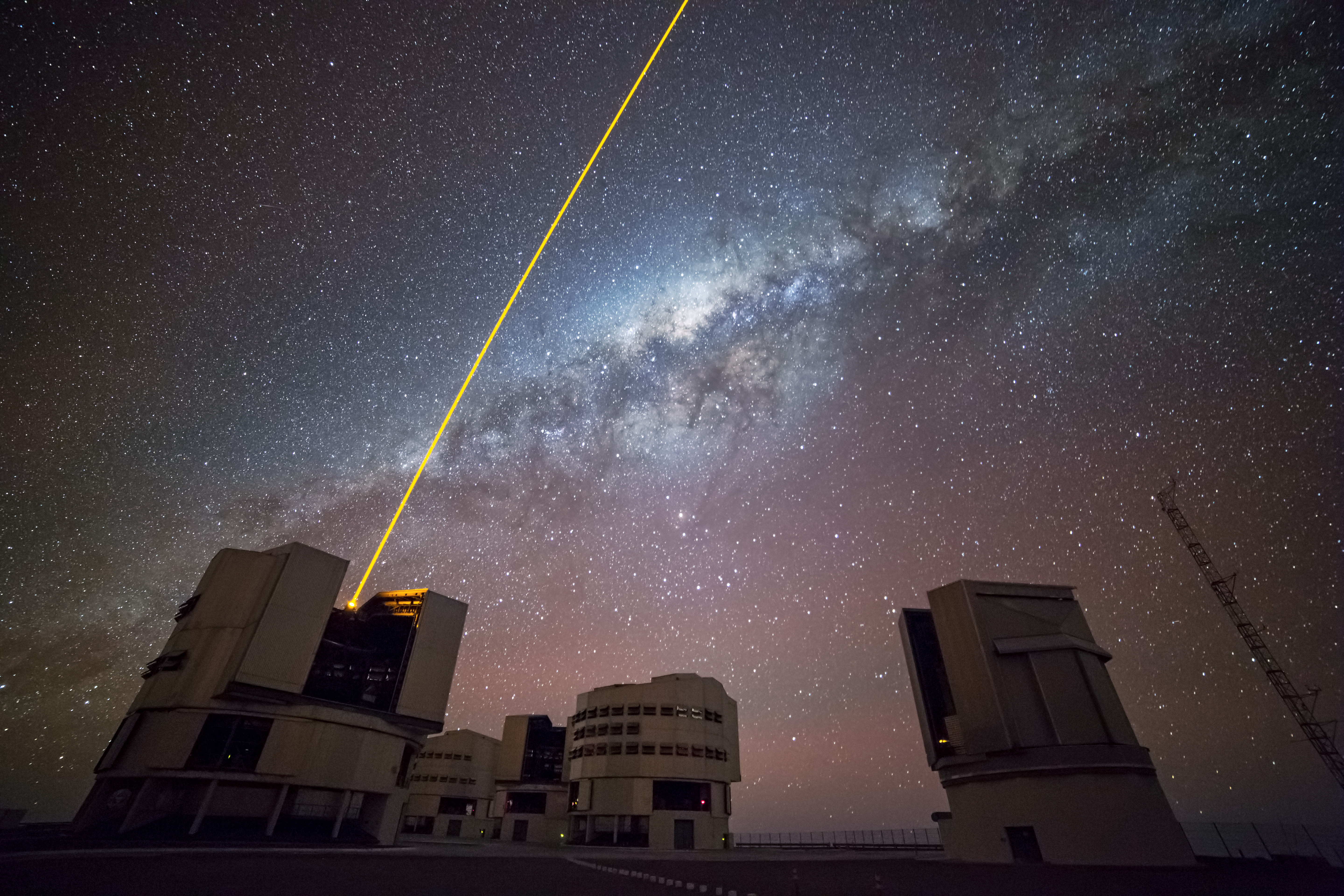
El telescopio VLT utiliza una "estrella virtual láser" para su calibración.

El primer láser en funcionamiento fue presentado el 16 de mayo de 1960 por Theodore Harold Maiman en los Hughes Research Laboratories. Cuando se inventaron se los llamó "una solución que busca un problema". Desde entonces los láseres se han convertido en una industria multimillonaria, con utilidad en miles de aplicaciones muy variadas. La primera aplicación de láser visible en la vida cotidiana de la población general fue el escáner de código de barras de los supermercados, introducido en 1974. El reproductor laserdisc, presentado en 1978, fue el primer producto de consumo exitoso en incluir un láser, pero el reproductor de disco compacto fue el primer dispositivo equipado con láser verdaderamente común en los hogares de los consumidores desde 1982. Estos dispositivos de almacenamiento óptico usan un diodo láser de menos de un milímetro de ancho con el que escanean la superficie del disco para la recuperación de datos. Las comunicaciones por fibra óptica dependen de los láseres para transmitir grandes cantidades de información a la velocidad de la luz. Otras aplicaciones comunes de los láseres incluyen las impresoras láser y los punteros láser. También se usan en medicina en áreas como la cirugía general, la cirugía refractiva y la microdisección láser; así como en aplicaciones militares como sistemas antimisil, contramedidas electro-ópticas y sistemas lIDAR. Los láseres también se usan en holografía, grabados 3D, pantallas láser y depilación láser.
En construcción se utilizan como herramientas de corte de planchas metálicas; en geodesia y topografía los telémetros láser sirven para la medida precisa de distancias (como en el caso extremo de la medición de la distancia entre la Tierra y la Luna, utilizando los espejos situados en la superficie del satélite por distintas misiones espaciales); y en la navegación aeronáutica son la base de los giróscopos láser de anillo.
Así mismo, en algunos tipos de reactores de fusión nuclear se utilizan rayos láser de gran potencia para alcanzar las elevadas temperaturas que requieren este tipo de reacciones.

### Efecto Kapitsa-Dirac
El efecto Kapitsa-Dirac hace que los haces de partículas se difracten como resultado de encontrarse con una onda estacionaria de luz. La luz se puede usar para manipular fragmentos atómicos o moleculares de materia, aprovechando las propiedades de este fenómeno (véase pinza óptica).

## Aplicaciones
La óptica es parte de la vida cotidiana. La ubicuidad de los sistemas visuales en biología indica el papel central que juega la óptica como ciencia de uno de los cinco sentidos. Muchas personas se benefician de gafas o lente de contacto, y la óptica es esencial para el funcionamiento de muchos bienes de consumo, incluidas cámaras fotográficas, de cine o de televisión. El arco iris y los espejismos son ejemplos de fenómenos ópticos. La fibra óptica proporciona la red troncal tanto para Internet como para la telefonía moderna.

### Ojo humano

Modelo de un ojo humano. Los elementos mencionados en este artículo son: 3. músculo ciliar, 6. pupila, 8. córnea, 10. cristalino, 22. nervio óptico, 26. fóvea, 30. retina

El ojo humano funciona enfocando la luz sobre una capa de fotorreceptores llamada retina, que forma el revestimiento interior de la parte posterior del ojo. El enfoque se logra mediante una serie de medios transparentes. La luz que entra al ojo pasa primero a través del córnea, que proporciona gran parte de la potencia óptica del ojo. Luego continúa a través del fluido contenido justo detrás de la córnea, en la cámara anterior, y pasa a través de la pupila. A continuación atraviesa el cristalino, que enfoca más la luz y permite el ajuste del enfoque, y pasa a través del cuerpo principal de fluido interior del ojo, el humor vítreo, y alcanza la retina. Las células fotosensibles de la retina recubren la parte posterior del ojo, excepto donde sale el nervio óptico; esto da como resultado un punto ciego.
Hay dos tipos de células fotorreceptoras, bastones y conos, que son sensibles a diferentes aspectos de la luz. Las células Los conos son sensibles a la intensidad de la luz en un amplio rango de frecuencia, por lo tanto son responsables de la visión en blanco y negro. Los bastones no están presentes en la fóvea, el área de la retina responsable de la visión central, y no son tan sensibles como los conos a los cambios espaciales y temporales de la luz. Sin embargo, hay veinte veces más bastones que conos en la retina, porque los primeros están presentes en un área más amplia. Debido a su distribución más amplia, los bastones son responsables de la visión periférica.
Por el contrario, los conos son menos sensibles a la intensidad general de la luz, pero se presentan en tres variedades que son sensibles a diferentes rangos de frecuencia y, por lo tanto, se utilizan en la percepción del color y en la visión fotópica. Las células cónicas están altamente concentradas en la fóvea y tienen una agudeza visual alta, lo que significa que son mejores para la resolución espacial que las células bastón. Dado que los conos no son tan sensibles a la luz tenue como los bastones, la mayor parte de la visión nocturna se limita a los bastones. Del mismo modo, como los conos se encuentran en la fóvea, la visión central (incluida la visión necesaria para realizar la mayoría de las tareas de detalle fino, como la lecturas, la costura o el examen cuidadoso de los objetos) se realiza mediante los células conos.
Los músculos ciliares alrededor del cristalino permiten ajustar el enfoque del ojo. Este proceso se conoce como acomodación. La presbicia y el punto remoto definen las distancias más cercana y más lejana al ojo en las que un objeto puede enfocarse con nitidez. Para una persona con visión normal, el punto lejano se encuentra en el infinito. La ubicación del punto cercano depende de cuánto pueden aumentar los músculos la curvatura del cristalino y de su pérdida de flexibidad con la edad. Optometristas, oftalmólogoss y ópticos generalmente consideran que un punto cercano apropiado está más cerca que la distancia de lectura normal, aproximadamente 25 cm.
Los defectos en la visión pueden explicarse utilizando principios ópticos. A medida que las personas envejecen, el cristalino se vuelve menos flexible y el punto cercano se aleja del ojo, una situación conocida como presbicia. Del mismo modo, las personas que sufren de hipermetropía no pueden disminuir la distancia focal de su cristalino lo suficiente como para permitir que los objetos cercanos se vean en su retina. Por el contrario, la miopía se produce cuando el punto lejano está considerablemente más cercano que el infinito. Un problema conocido como astigmatismo se produce cuando la córnea no es esférica, sino que es más curva en una determinada dirección. Esto hace que los objetos extendidos horizontalmente se enfoquen en la retina de diferente forma que los objetos extendidos verticalmente, y da como resultado imágenes distorsionadas.
Todas estas deficiecias funcionales se pueden corregir con lentes correctivas. Para la presbicia y la hipermetropía, una lente acerca el punto cercano al ojo, mientras que para la miopía, envía el punto lejano al infinito. El astigmatismo se corrige con una lente de superficie cilíndrica que se curva más fuertemente en una dirección que en otra, lo que compensa la falta de uniformidad de la córnea.
La potencia óptica de las lentes correctoras se mide en dioptrías, un valor igual al inverso de la distancia focal medida en metros. Una distancia focal positiva corresponde a una lente convergente y una distancia focal negativa correspondiente a una divergente. Para las lentes que también corrigen el astigmatismo, se dan tres números: uno para la potencia esférica, otro para la potencia cilíndrica y el tercero para el ángulo de orientación del astigmatismo.

#### Efectos visuales

La ilusión de Ponzo se basa en el hecho de que las líneas paralelas parecen converger a medida que se acercan al infinito.

Las ilusiones ópticas (también llamadas ilusiones visuales) se caracterizan por ser imágenes visualmente percibidas que difieren de la realidad objetiva. La información recopilada por los ojos se procesa en el cerebro para dar una percepción que difiere del objeto que se está observando. Las ilusiones ópticas pueden ser el resultado de variados fenómenos, que incluyen los efectos físicos que crean imágenes que son diferentes de los objetos que los producen, los efectos fisiológicos en los ojos y en el cerebro de una estimulación excesiva (por ejemplo, brillo, inclinación, color o movimiento) y las ilusiones cognitivas en las que el ojo y el cerebro producen inferencias subconscientes.
Las ilusiones cognitivas incluyen algunas que resultan de la mala aplicación inconsciente de ciertos principios ópticos. Por ejemplo, efectos como la habitación de Ames, la ilusión de Hering, las de Müller-Lyer, Orbison, Ponzo, Sander y de Wundt, se basan en crear la sensación de distancia mediante el uso de líneas convergentes y divergentes, de la misma manera que los rayos de luz paralelos (o de hecho, cualquier conjunto de líneas paralelas) parecen converger en un punto de fuga situado en el horizonte cuando se representa una perspectiva en dos dimensiones. Esta sugestión es también la responsable de la famosa ilusión lunar, en la que la luna, a pesar de tener esencialmente el mismo diámetro angular, parece mucho más grande cerca del horizonte que en el cenit. Esta ilusión confundió a Ptolomeo, que incorrectamente la atribuyó a la refracción atmosférica cuando la describió en su tratado de óptica.
Otro tipo de ilusión óptica explota patrones descompuestos para engañar a la mente, de forma que perciba simetrías o asimetrías que no están realmente presentes. Los ejemplos incluyen las ilusiones de la pared de la cafetería, de Ehrenstein, de la espiral de Fraser, de Poggendorff y la ilusión de Zöllner. Relacionados, pero no siendo estrictamente ilusiones, están los patrones producidos por la superposición de estructuras periódicas. Por ejemplo, los tejidos transparentes con una estructura de cuadrícula producen formas conocidas como patrón de Moiré, mientras que la superposición de patrones transparentes periódicos que comprenden líneas o curvas opacas paralelas produce patrones líneales de Moiré.

#### Instrumentos ópticos

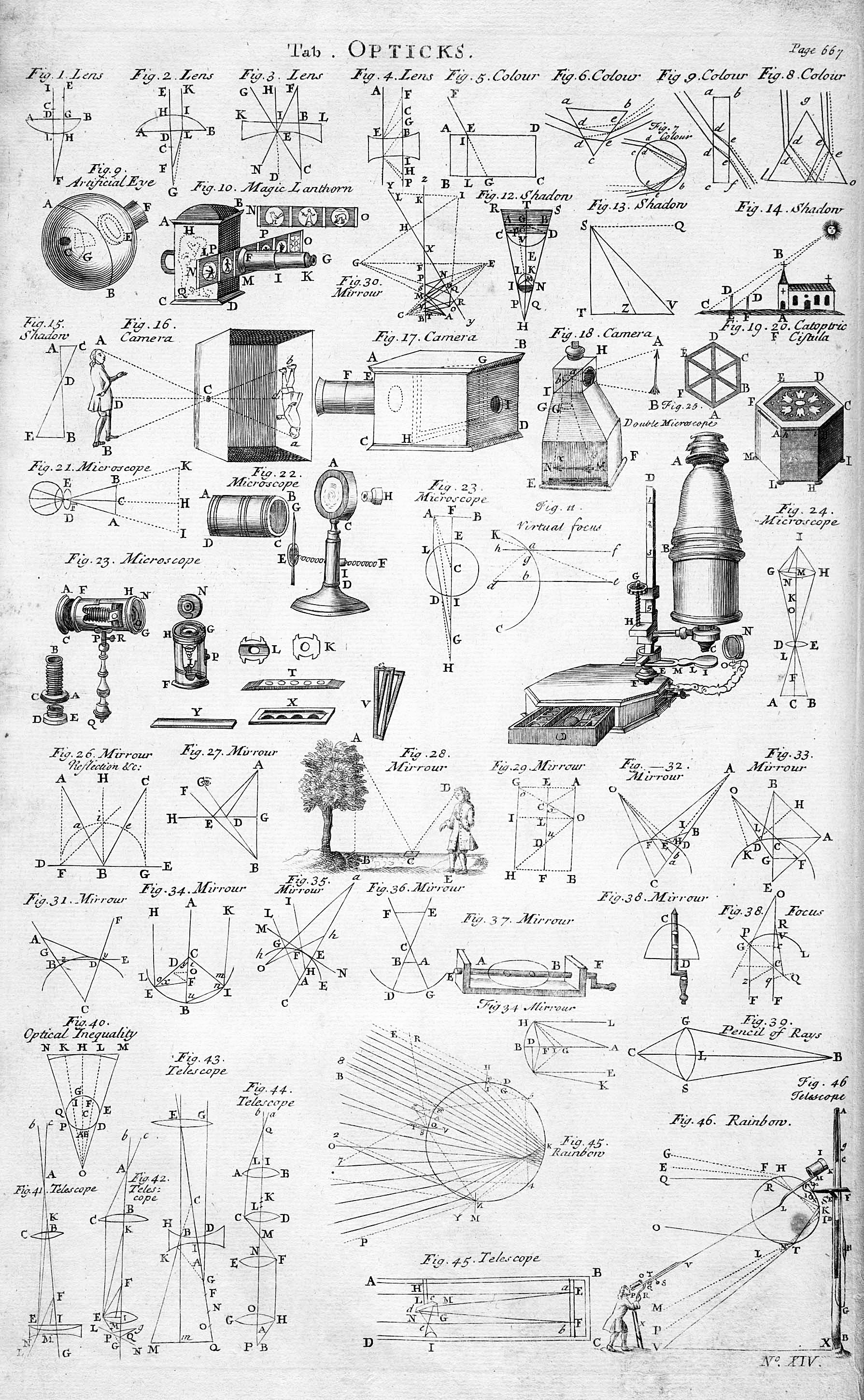
Ilustraciones de varios instrumentos ópticos de la Cyclopaedia de 1728

Las lentes simples tienen una gran variedad de aplicaciones que incluyen objetivos fotográficos, lentes correctivas y lupas, mientras que los espejos simples se usan en reflectores parabólicos y espejos retrovisores. La combinación de varios espejos, prismas y lentes produce instrumentos ópticos compuestos que tienen diversos usos prácticos. Por ejemplo, un periscopio está formado simplemente por dos espejos planos alineados para permitir ver evitando un obstáculo. Los instrumentos ópticos compuestos más famosos de la ciencia son el microscopio y el telescopio, que fueron ideados por los holandeses a finales del siglo XVI.
Los microscopios se desarrollaron primero con solo dos lentes: un objetivo y un ocular. La lente del objetivo es esencialmente una lupa, y se diseñó con una distancia focal muy pequeña, mientras que el ocular generalmente tiene una distancia focal más larga. Esto tiene el efecto de producir imágenes ampliadas de objetos cercanos. En general, se utiliza una fuente de iluminación adicional, ya que las imágenes ampliadas son más débiles debido al principio de conservación de la energía y a la dispersión de los rayos de luz sobre un área de superficie más grande. Los microscopios modernos, conocidos como microscopios compuestos tienen muchas lentes (generalmente cuatro) para optimizar su funcionalidad y mejorar la estabilidad de la imagen. Una variedad ligeramente diferente de microscopio, el microscopio estereoscópico, permite obtener dos imágenes de las muestras examinadas, que se perciben en tres dimensiones gracias al uso de un sistema binocular.
Los primeros telescopios, los denominados telescopios refractores también se desarrollaron con un solo objetivo y una lente ocular. En contraste con el microscopio, la lente del objetivo del telescopio se diseñó con una gran distancia focal para evitar aberraciones ópticas. El objetivo enfoca una imagen de un objeto distante en su punto focal, que se ajusta para localizarse a su vez en el punto focal de un ocular con una distancia focal mucho más pequeña. El objetivo principal de un telescopio no es necesariamente la ampliación, sino más bien la recolección de luz, que viene determinada por el tamaño físico de la lente del objetivo. Por lo tanto, los telescopios se denominan normalmente por los diámetros de sus objetivos más que por la ampliación que se puede obtener cambiando los oculares. Debido a que la ampliación de un telescopio es igual a la distancia focal del objetivo dividida por la distancia focal del ocular, los oculares de longitud focal más pequeña producen una mayor ampliación.
Como fabricar lentes grandes es mucho más difícil que crear grandes espejos, la mayoría de los telescopios modernos son telescopios reflectores, es decir, telescopios que usan un espejo primario en lugar de un objetivo. Las mismas consideraciones ópticas generales que se aplican a los telescopios reflectores, se aplican a los telescopios de refracción, a saber, que cuanto mayor es el espejo primario, más luz se recoge, y la ampliación es igual a la distancia focal del espejo primario dividida por la distancia focal del ocular. Los telescopios profesionales generalmente no tienen oculares y en su lugar se coloca un sistema de captación de imágenes electrónico (a menudo un dispositivo de carga acoplada) en el punto focal.

### Fotografía

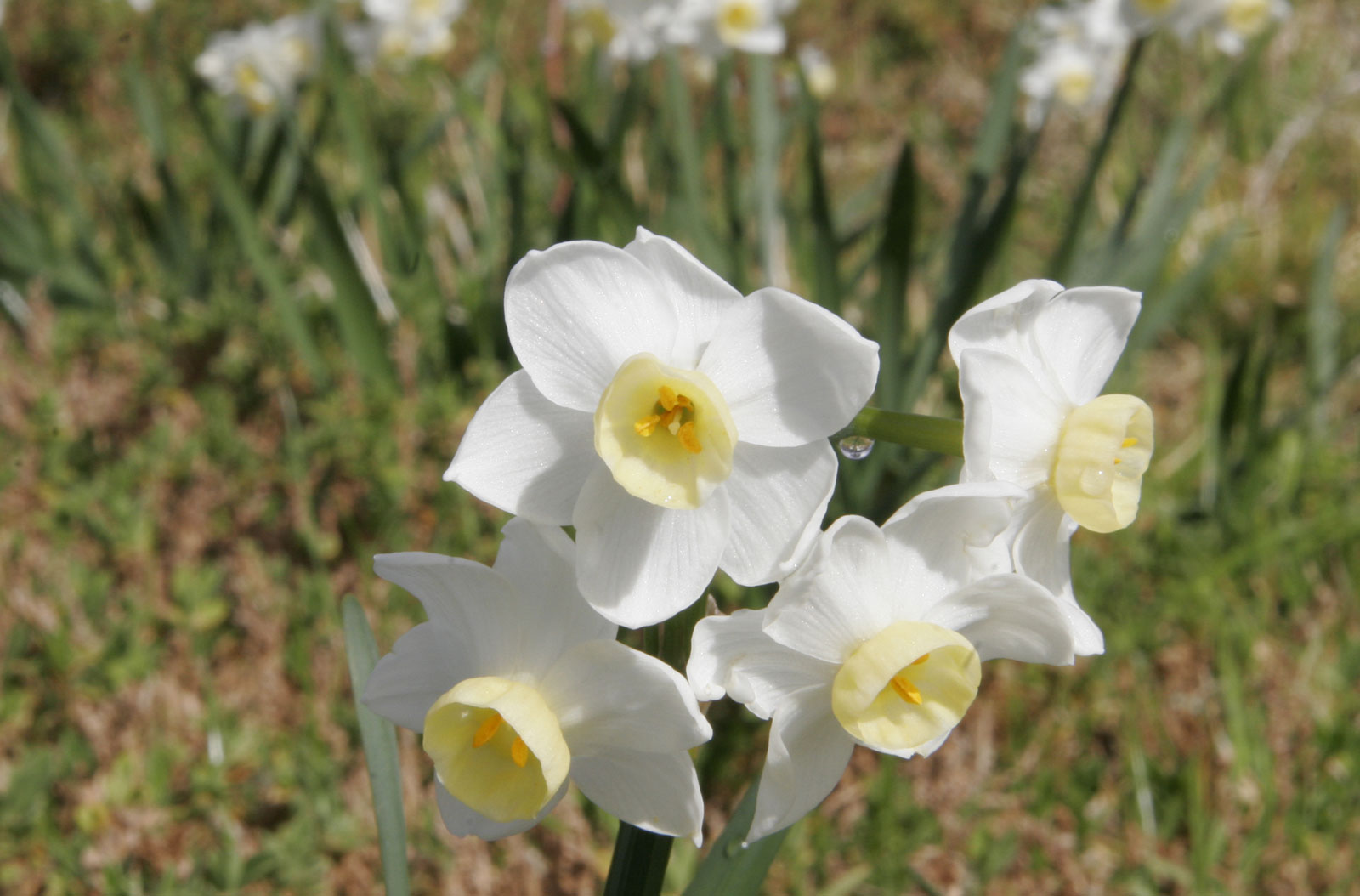
Fotografía tomada con apertura f/32

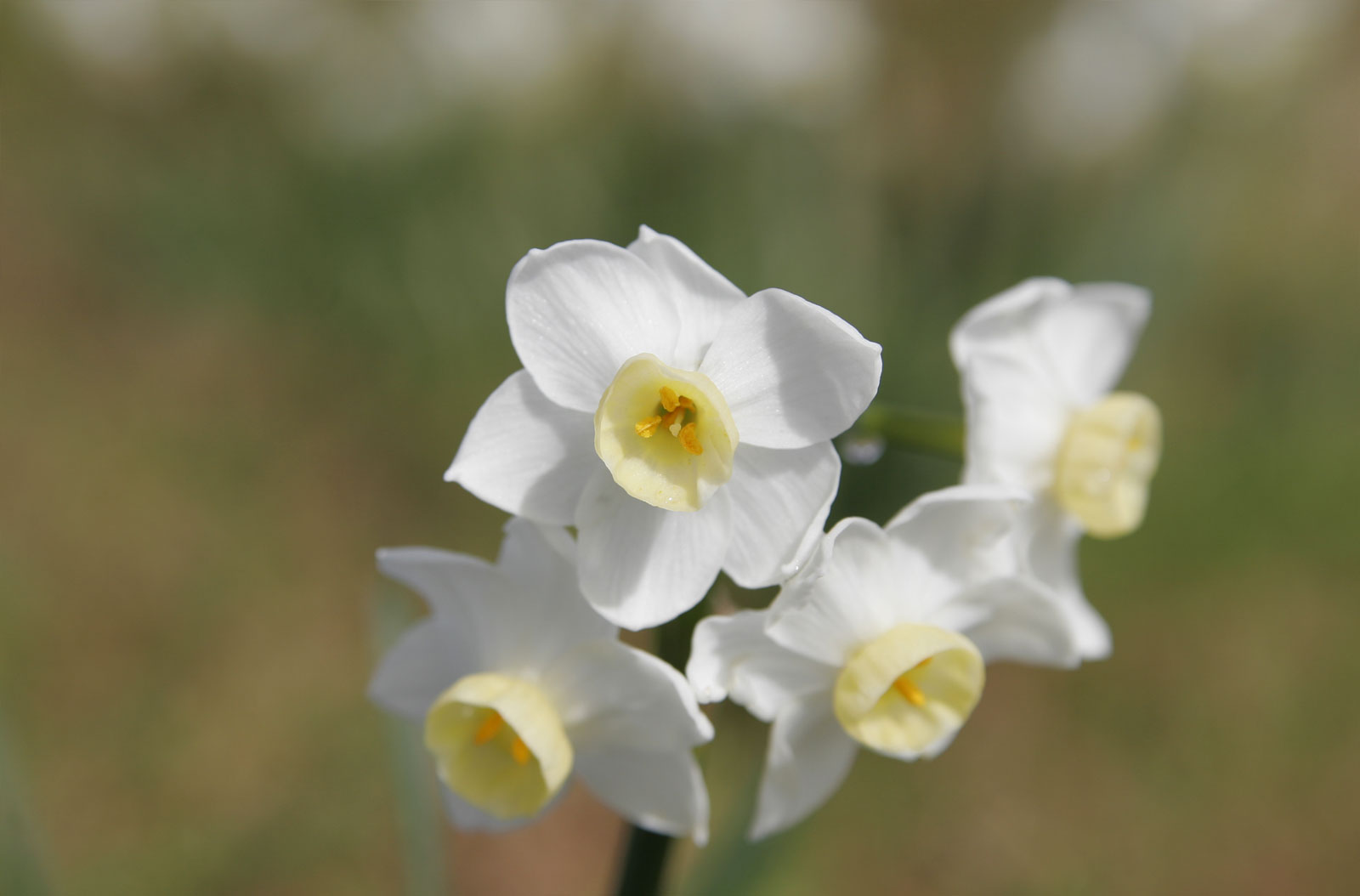
Fotografía tomada con apertura f/5

La óptica de la fotografía involucra tanto el uso de lentes como el medio en el que se registra la radiación electromagnética, ya sea una placa, una película o un dispositivo de carga acoplada. Los fotógrafos deben considerar la relación de reciprocidad entre la cámara y la toma, que se resume mediante la igualdad
Exposición efectiva = Área de Apertura x Tiempo de Exposición x Luminancia de la escena
En otras palabras, cuanto menor sea la abertura (proporcionando una mayor profundidad de enfoque), menor será la cantidad de luz que entrará, por lo que deberá aumentarse el tiempo de exposición (lo que puede provocar una imagen borrosa si se produce movimiento). Un ejemplo del uso de la ley de reciprocidad es la regla 16/f, que proporciona una referencia aproximada de la configuración necesaria para estimar la exposición adecuada durante el día.
La apertura de una cámara se mide con un número sin unidades denominado "f", f/#, a menudo anotado como {\displaystyle N}, y dado por
{\displaystyle f/\#=N={\frac {f}{D}}\ }
donde {\displaystyle f} es la distancia focal y {\displaystyle D} es el diámetro del orificio del diafragma de entrada. Por convención, "f/#" se trata como un símbolo único, y los valores específicos de f/# se escriben reemplazando la almohadilla por un valor numérico. Las dos formas de aumentar el límite de la focal son disminuir el diámetro del obturador o cambiar a una distancia focal más larga (en el caso de un zum, esto se puede hacer simplemente ajustando la lente). Los números f más altos también tienen una profundidad de campo más grande debido a que el objetivo se acerca al límite de una cámara estenopeica que puede enfocar todas las imágenes perfectamente, independientemente de la distancia, pero requiere tiempos de exposición muy largos.
El campo de visión que proporcionará la lente cambia con la distancia focal de la lente. Hay tres clasificaciones básicas basadas en la relación con el tamaño diagonal de la película o el tamaño del sensor de la cámara con respecto a la distancia focal de la lente:
- Objetivo normal: ángulo de visión de aproximadamente 50° (llamado «normal» porque este ángulo se considera aproximadamente equivalente a la visión humana[99]) y una distancia focal aproximadamente igual a la diagonal de la película o sensor.[100]
- Objetivo gran angular: ángulo de visión más ancho que 60° y distancia focal más corta que una lente normal.[101]
- Objetivo de foco largo: ángulo de visión más estrecho que una lente normal. Esta es una lente con una longitud focal más larga que la medida diagonal de la película o sensor.[102] El tipo más común de lente de enfoque largo es el teleobjetivo, un diseño que utiliza un "grupo de teleobjetivo" especial para ser físicamente más corto que su distancia focal.[103]

Los zum modernos pueden tener algunos o todos estos atributos.
El valor absoluto para el tiempo de exposición requerido depende de la sensibilidad lumínica del medio utilizado (medida según una escala de sensibilidad fotográfica o, para medios digitales, por su eficiencia cuántica). Las primeras fotografías usaban medios que tenían muy poca sensibilidad a la luz, y por lo tanto los tiempos de exposición tenían que ser largos, incluso para tomas muy brillantes. A medida que la tecnología ha mejorado, también lo ha hecho la sensibilidad gracias al desarrollo de películas cada vez más versátiles y de cámaras digitales con mejores prestaciones.
Otros resultados de la óptica física y geométrica se aplican a la óptica de la cámara. Por ejemplo, la capacidad de resolución máxima de una configuración particular de la cámara está determinada por el límite de difracción asociado con el tamaño del obturador y, aproximadamente, por el criterio de Rayleigh.

### Óptica atmosférica

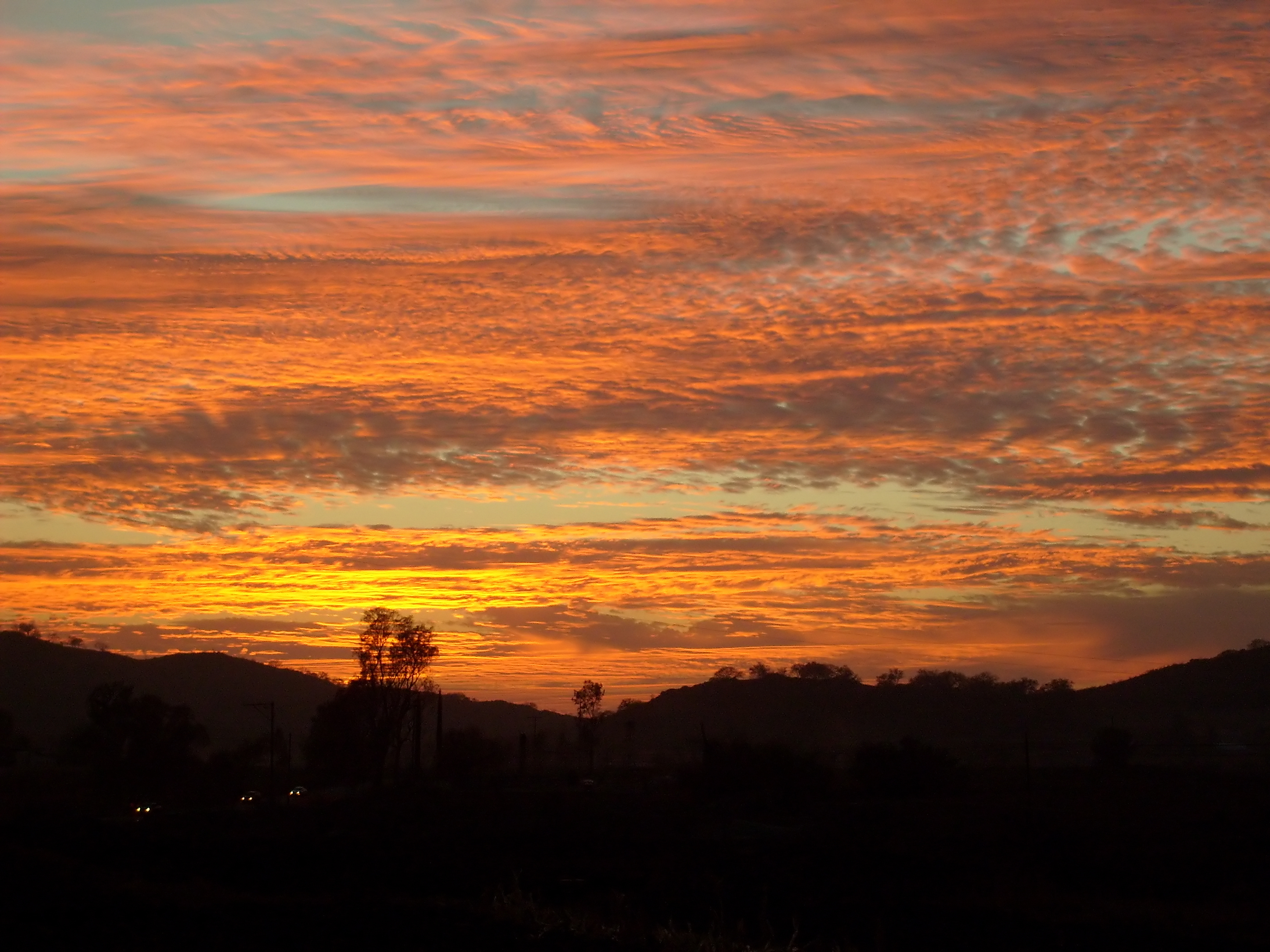

Un cielo colorido a menudo se debe a la dispersión de la luz producida por partículas en suspensión y por la contaminación atmosférica, como en esta fotografía de una puesta de sol durante los incendios forestales de octubre de 2007 en California.
Las propiedades ópticas únicas de la atmósfera causan una amplia gama de fenómenos ópticos espectaculares. El color azul del cielo es un resultado directo de la dispersión de Rayleigh que redirige la luz solar de mayor frecuencia (azul) al campo de visión del observador. Debido a que la luz azul se dispersa más fácilmente que la luz roja, el sol adquiere un tono rojizo cuando se observa a través de una atmósfera espesa, como durante un orto u ocaso. Las partículas suspendidas en el cielo puede dispersar diferentes colores en diferentes ángulos creando coloridos cielos brillantes al anochecer y al amanecer. La dispersión de cristales de hielo y otras partículas en la atmósfera es responsable de los halos, arreboles, coronas, rayos crepusculares y parhelios. La variación en este tipo de fenómenos se debe a los diferentes tamaños y geometrías de las partículas.
Los espejismos son fenómenos ópticos en los que los rayos de luz se curvan debido a variaciones térmicas que modifican el índice de refracción del aire, produciendo imágenes desplazadas o muy distorsionadas de objetos distantes. Otros espectaculares fenómenos ópticos asociados con este efecto incluyen el efecto Nueva Zembla donde el sol parece elevarse antes de lo previsto con una forma distorsionada. Otra forma llamativa de refracción que se produce en condiciones de inversión térmica es el fenómeno llamado Fata Morgana, en el que los objetos en el horizonte o incluso más allá del horizonte, como islas, acantilados, barcos o icebergs, aparecen alargados y elevados, como "castillos de cuento de hadas".
Los arcoíris son el resultado de una combinación de reflexión interna y refracción dispersiva de la luz en las gotas de lluvia. Una sola reflexión en la parte posterior de una serie de gotas de lluvia produce un arcoíris con un tamaño angular en el cielo que varía de 40° a 42°, con el color rojo en el exterior. Los dos tipos de arcoíris dobles son producidos por dos reflejos internos con un tamaño angular de 50,5° a 54°, con el color violeta en el exterior. Debido a que los arcos iris se ven con el sol a 180° del centro del arcoíris, son más prominentes cuanto más cerca está el sol del horizonte.

## Lecturas relacionadas
- Max Born, Emil Wolf (1991). Principles of Optics. Pergamon Press Ltd. 0-08-026481-6.
- Born, Max; Wolf, Emil (2002). Principles of Optics. Cambridge University Press. ISBN 1-139-64340-1.
- Hecht, Eugene (2002). Optics (4 edición). Addison-Wesley Longman, Incorporated. ISBN 0-8053-8566-5.
- Serway, Raymond A.; Jewett, John W. (2004). Physics for scientists and engineers (6, ilustrada edición). Belmont, CA: Thomson-Brooks/Cole. ISBN 0-534-40842-7.
- Tipler, Paul A.; Mosca, Gene (2004). Physics for Scientists and Engineers: Electricity, Magnetism, Light, and Elementary Modern Physics 2. W. H. Freeman. ISBN 978-0-7167-0810-0.
- Lipson, Stephen G.; Lipson, Henry; Tannhauser, David Stefan (1995). Optical Physics. Cambridge University Press. ISBN 0-521-43631-1.
- Fowles, Grant R. (1975). Introduction to Modern Optics. Courier Dover Publications. ISBN 0-486-65957-7.
- Óptica y fotónica: la física mejora nuestras vidas por Instituto de publicaciones de Física
- Light and Matter - un libro de texto de código abierto, que contiene un tratamiento de la óptica en el cap. 28-32
- Optics2001 - Biblioteca de óptica y comunidad
- Fundamental Optics - Guía técnica de Melles Griot
- Física de la luz y la óptica - Universidad Brigham Young Libro de pregrado

Módulos de Wikilibros
- Physics Study Guide/Optics